# 2023
2023. је била проста година, која је почела у недељу. 2023. је двадесет и трећа година 3. миленијума, двадесет и трећа година 21. века и четврта година 2020-их.

## Догађаји

### Јануар
- 1. јануар — Хрватска је постала 20. члан Еврозоне и 27. члан Шенгенске зоне.
  - Нови бразилски председник Лула да Силва ступио је на дужност.
    - У нападу украјинских снага на град Макејевку погинуло 89 руских војника.

- 1. јануар — На иницијативу председника Србије Александра Вучића, три балканска лидера Вучић, Рама и Заев потписала су споразум да 1. јануара 2023. године, без ограничења, отворе своје граничне прелазе за своје грађане и производе.

- 2. јануар — Нови бразилски председник Лула да Силва суспендовао је приватизацију великих државних компанија коју је најавио његов претходник Жаир Болсонаро.
- 4. јануар — Председник Србије Александар Вучић објавио је нових девет земаља које су повукле признање независности Косова међу којима су Сомалија, Буркина Фасо, Габон, Есватини, Либија, Гвинеја, Света Луција, Малдиви и Антигва и Барбуда.
- 5. јануар — Кијевско-печерска лавра одузета украјинској канонској цркви под управом Московске патријаршије.
- 8. јануар — Присталице бившег председника Бразила Жаира Болсонара пробиле су безбедносну блокаду и упале у Национални конгрес, зграду Председништва и Врховни суд у знак протеста против изборне победе Луле да Силве који је положио заклетву прошле недеље.
  - Тридесет осам људи је погинуло, а осамдесет седам је повређено у судару два аутобуса у централном делу Сенегала.
- 13. јануар — Први брод на свету са хиперсоничним оружјем, руска фрегата Адмирал Горшков, прошао је Ламанш и ушао у Атлантик.
  - Гасовод који повезује Литванију са Летонијом експлодирао је у округу Пасвалски у Литванији.
- 14. јануар — Током масивних ракетних напада руске војске на град Дњепропетровск погинула је 41 особа, а 73 повређено.
- 16. јануар — Руске снаге су после вишемесечних жестоких борби преузеле пуну контролу над градом Соледаром и тако остварили прву значајнију победу после шест месеци позиционих борби.
  - Украјинске оружане снаге су започеле повлачење из стратешки важног града Бахмута због великих губитака и претње од опкољавања.
    - Најмање две особе су погинуле, а 12 се води као нестало у великој експлозији у хемијској фабрици на североистоку Кине.
      - Немачка министарка одбране Кристин Ламбрехт поднела је оставку канцелару Олафу Шолцу и затражила да је разреши дужности.
        - Министар спољних послова Републике Того Робер Дисе изјавио је да је шефу српске дипломатије Ивици Дачићу рекао да га уверава да је његова држава дефинитивно повукла признање Косова.
          - Председница Скупштине Црне Горе Данијела Ђуровић расписала је председничке изборе за 19. март.
- 17. јануар — Председник Вијетнама Нгујен Суен Фук поднео је оставку.
  - Саветник украјинског председника Алексеј Арестович поднео је оставку након његових коментара да је украјинска противваздушна одбрана оборила руски пројектил од чије је експлозије погинула 41 особа у Дњепропетровску.
- 18. јануар — Министар унутрашњих послова Украјине Денис Монастирски, његов заменик Јевген Јењин и државни секретар Јуриј Лубкович, погинули су приликом пада хеликоптера од чијег пада је погинуло осамнаест особа и троје деце у граду Бровари.
- 19. јануар — Влада Републике Србије усвојила је на данашњој седници одлуку о укидању кризног штаба за сузбијање вируса корона.
  - Обилне падавине погодиле су већи део југозападне Србије, Косово и Метохију и Црну Гору, а две особе су изгубиле живот у Новом Пазару када су се утопиле у набујалој реци Травници.
    - Оружане снаге Руске Федерације су започеле офанзиву у правцу Запорошке области после више месеци мировања.
- 24. јануар — Немачка, Пољска, САД и УК су донеле одлуку о испоруци тенкова Украјини марке Леопард 1, Леопард 2, М1 Абрамс, Чаленџер 1 и Чаленџер 2.
- 27. јануар — Три особе су погинуле, једна нестала у поплавама на Новом Зеланду.
  - Поплаве су изазване обилним кишама које су погодиле западни део Грчке.
- 28. јануар — Украјинске снаге су извеле циљани напад „хајмарсима” на локалну болницу у Новоајдару на територији ЛНР и том приликом погинуло је 14, а рањено je 24 пацијената и особља болнице.
  - Израелски дронови, највероватније „камиказе”, напали су фабрику одбрамбене индустрије Ирана у Исфахану и у другим градовима. Министарство одбране поручује да је напад осујећен.
    - Два индијска војна авиона срушила су се у близини града Гвалиор у индијској савезној држави Мађа Прадеш, а један пилот је погинуо.
- 29. јануар — Израелски дронови поново су напали фабрику беспилотних летелица и пројектила у Исфахану. Нови ваздушни напад на „шверцерску” руту којом Иран превози оружје Хезболаху.

### Фебруар
- 6. фебруар — Више од 52.000 особа страдало је у земљотресу јачине 7,9 јединица Рихтерове скале који је погодио делове Турске и Сирије.
- 7. фебруар — У руском граду Јефремов у Тулској области срушила се петоспратница, највероватније због експлозије гаса.
  - Немачка влада одобрила испоруку 178 тенкова Леопард 1 Кијеву.
- 10. фебруар — САД укинуле санкције Сирији на 180 дана.
  - Молдавска влада на челу са премијером поднела оставку.
- 12. фебруар — Реал Мадрид је освојио титулу клупског шампиона света, пошто је у финалном мечу у Рабату савладао Ал Хилал са 5 : 3.
  - Никос Христодулидис изабран је за председника Кипра пошто је у другом кругу избора освојио 51,92 одсто гласова.
- 14. фебруар — Земљотрес магнитуде 5,7 степени Рихтерове скале погодио је Румунију, а потрес се осетио и широм Србије: у Београду, Нишу, Новом Саду, Јагодини, Крагујевцу, Пожаревцу и Неготину.
- 15. фебруар — Премијерка Шкотске Никола Стерџон поднела оставку.
- 16. фебруар — Земљотрес јачине 5,2 степена догодио се поново у турској провинцији Хатај што је проузроковало да се сруши неколико зграда, које су оштећене у разорном земљотресу 6. фебруара.
- 18. фебруар — Севернокорејске трупе тестирале интерконтиненталну ракету Хвасон-15 — Јонхап балистички пројектил је прелетео 989 км на максималној висини од 5.768 км.
- 20. фебруар — Снажан земљотрес јачине 6,3 степена по Рихтеровој скали погодио је поново турско-сиријску границу.
  - У олуји на Новом Зеланду погинуло 11 људи, штета већа од 8 милијарди долара.
- 21. фебруар — Председник Руске Федерације Владимир Путин објавио је на великој конференцији за медије да Русија обуставља учешће у споразуму СТАРТ.
- 22. фебруар — Председник Руске Федерације Владимир Путин опозвао декрет који је подржавао суверенитет Молдавије.
  - У Белорусији је уведена смртна казна за функционере за издају.
    - Снажан земљотрес јачине 7,2 јединица Рихтера погодио је Таџикистан.
- 25. фебруар — Европска унија усвојила је 10. пакет санкција против Русије који укључује нова ограничења за увоз и извоз и забрану рада руских медија.
- 26. фебруар — Најмање 67 избеглица су страдали у бродолому крај обале Калабрије.
- 27. фебруар — Земљотрес магнитуде 5,6 погодио је провинцију Малатија на истоку Турске.
  - Уједињено Краљевство и Европска унија постигле су нови споразум око измена услова Протокола о Северној Ирској.
- 27. фебруар — Нацрт споразума о путу ка нормализацији односа Косова и Србије предложен од стране Европске уније који има за циљ нормализацију дипломатских односа између Републике Косово и Републике Србије, усмено су је прихваћен од стране премијера Косова Аљбина Куртија и председника Србије Александара Вучића, а план за његову имплементацију усаглашен је 18. марта 2023. у Охриду.
- 28. фебруара — У судару два воза у Грчкој погинуло је 57 људи, док је 85 повређено.
  - Русија предала САД службену ноту о суспензији учешћа у Новом СТАРТ уговору.

### Март
- 1. март — Фински парламент одобрио нацрт закона о ступању у НАТО.
- 2. март — Током напада украјинских диверзаната у Брјанској области погинуло двоје цивила.
- 3. март — У експлозији бомбе у Основном суду у Подгорици једна особа погинула, а петоро повређено.
- 7. март — Два школска авиона италијанског ваздухопловства сударила су се у близини Рима, оба пилота су погинула.
- 9. март — Оружане снаге Руске Федерације извршиле су масиван напад на територију Украјине у знак одмазде због диверзантских напада у Брјанској области.
  - У пуцњави која се догодила у Хамбургу испред центра организације „Јеховини сведоци” погинуло је најмање шест особа.
- 10. март — Си Ђинпинг је постао прва особа у историји Кине која је изабрана за трећи мандат на месту председника земље.
  - Споразумом у Пекингу Саудијска Арабија и Иран су после више деценија обновили дипломатске односе најавом отварања амбасада.
    - Бивши министар финансија Грчке Јанис Варуфакис нападнут је, док је вечерао са сарадницима из ДиЕМ25 у центру Атине, када је група маскираних насилника ушла у ресторан и након што су изашли напоље, претукла га, којом приликом му је сломљен нос. Најмање једна особа, тинејџер, оптужена је за напад.
- 11. март — Вулкан Мерапи у Индонезији активирао се око подне по локалном времену и избацио у атмосферу облак врелог дима и пепела од приближно седам километара, који је прекрио оближња села.
- 12. март — „Сигначур банка” и „Банка Силицијумске долине” су доживеле банкрот.
- 13. март — Америчка публикација ТИД известила је да је тајни бункер Оперативне команде САД/НАТО у Украјини уништен високопрецизним ударима 9. марта, а да је у гранатирању погинуло неколико десетина високих америчких официра, укључујући неколико пуковника.
- 15. март — Обилна киша изазвала је поплаве у две турске провинције погођене земљотресом Шаниурфа и Адијаман у којима је погинуло 12 особа.
- 16. март — Француска премијерка Елизабет Борн објавила је усвајање реформе у свом обраћању Народној скупштини иако је реформа усвојена без гласања у парламенту применом закона 49.3 што је изазвало свакодневне вишенедељне нереде и сукобе широм Француске.
- 17. март — Претпретресно веће Међународног кривичног суда у Хагу, чију надлежност Русија не признаје, издало је „налоге за хапшење” председника Русије Владимира Путина и дечјег омбудсмана Марије Лавов-Белове.
- 18. март — Најмање 13 особа је погинуло, а 126 повређено у снажном земљотресу који је у суботу погодио Еквадор. Уништено је 50 кућа.
- 18. март — У Охриду је усаглашен План за имплементацију Нацрта споразума о путу ка нормализацији односа Косова и Србијеу предложен од стране Европске уније који има за циљ нормализацију дипломатских односа између Републике Косово и Републике Србије, а претходно је усмено прихваћен 27. фебруара, од стране премијера Косова Аљбина Куртија и председника Србије Александара Вучића.
- 23. март — Председник Финске потписао је законе о приступању земље НАТО-у.
  - Протокол о чланству Финске у НАТО-у усвојила турска парламентарна комисија.
- 24. март — Службени језик у Молдавији је и званично преименован у румунски.
- 25. март — Република Српска прекинула је односе са САД и УК.
  - Разоран торнадо у коме је погинула 21 особа, погодио је америчку државу Мисисипи.
    - Еколошки активисти који су протестовали против изградње великог резервоара за воду у селу Сен Солин на југозападу Француске гађали су каменицама полицијска возила и запалили их Молотовљевим коктелима, а током нереда је повређено око 30 особа међу којима двоје теже.
      - Москва и Минск су се договорили да на територији Белорусије буде распоређено руско тактичко нуклеарно наоружање, изјавио је руски председник Владимир Путин.
- 27. март — Мађарски парламент одобрио приступање Финске НАТО-у.
- 30. март — Скупштина Српске академије наука и уметности изабрала је астронома Зорана Кнежевића за новог председника Академије.
- 31. март — Велика порота на Менхетну гласала је за подизање оптужнице против бившег америчког председника Доналда Трампа.

### Април
- 1. април — Митрополиту Павлу, настојатељу Кијевско-печерске лавре, суд у Кијеву је одредио кућни притвор у трајању од 60 дана, уз забрану коришћења друштвених мрежа и обраћања верницима.
  - Италијанска државна агенција за приватност и заштиту података блокирала је употребу чет бота ChatGPT, апликацију засновану на вештачкој интелигенцији јер „не поштује податке корисника” и не може да верификује старост корисника.
- 2. април — Јаков Милатовић изабран је за председника Црне Горе, пошто је победио вишедеценијског политичког лидера Мила Ђукановића у другом кругу председничких избора.
  - У терористичком нападу у Санкт Петербургу погинуо је познати руски ратни дописник Владлен Татарски, а 16 особа је повређено.
- 4. април — Финска и званично постала чланица НАТО пакта.
  - Приведен бивши председник САД Доналд Трамп.
    - Белгијска и немачка полиција претресле су седиште Европске народне партије (ЕПП) у Бриселу, највеће групе у Европском парламенту у вези с текућом истрагом о наводној корупцији током предизборне кампање за ЕП 2019. године.
      - ОПЕК и друге земље (Саудијска Арабија, УАЕ, Ирак, Кувајт, Оман и Алжир) такође су саопштиле да ће смањити производњу нафте на 500 барела пре краја године.
- 5. април — Председник Црне Горе Мило Ђукановић је поднео оставку на место председника Демократске партије социјалиста.
  - Бившем италијанском премијеру Силвију Берлусконију (86) дијагностикована је леукемија.
- 6. април — Влада Финске, која је гласала за улазак у НАТО, поднела је оставку на челу са Саном Марин.
  - Високи званичници Ирана и Саудијске Арабије, а под покровитељством Кине, потписали су споразум о поновном отварању дипломатских мисија и поновном покретању споразума о безбедности и сарадњи.
    - Кристијан Шмит позвао је на процесуирање председника Републике Српске Милорада Додика због, како је навео, негирања, „геноцида у Сребреници”.
      - У ракетном нападу украјинских снага на паркинг у Калињинском округу Доњецка погинуло је девет цивила, док је шесторо рањено.
- 10. април — На Камчатки прорадио вулкан Шивелуч избацио пепео на висину од 20 километара.
- 11. април — Председник САД Џозеф Бајден потписао је указ којим су и званично укинуте све мере везане за пандемију КОВИД-19.
- 13. април — Приштина и Тирана потписали споразум о слободном кретању у пограничним областима.
- 14. април — Уставни савет Француске подржао је повећање старосне границе за пензију са 62 на 64 године, одбацујући захтев противника спорног закона да се распише референдум.
- 15. април — У Судану је током сукоба између Снага за брзо реаговање (РРФ) и суданске војске изгубило живот десетине људи.
  - Бивши члан индијског парламента Атик Ахмед и његов брат Ашраф Ахмед убијени су на телевизији уживо, за време давања интервјуа новинарима у Алахабаду, док су били у притвору полиције Утар Прадеша у Индији. Као одговор на убиства, влада Утар Прадеша забрањује окупљања више од четири особе широм целе државе. Атиков син је већ убијен у једном сукобу месец дана раније.
    - Премијер Јапана Фумио Кишида евакуисан је неповређен, након што је 24—годишњи мушкарац, бацио према њему нешто налик димној бомби, током посете граду Вакајама у западном Јапану, где је планирано да премијер одржи предизборни говор.
- 16. април — Земљотрес магнитуде 4,2 степена Рихтерове скале потресао је нешто после поноћи Босну и Херцеговину, епицентар земљотреса био је 55 километара од Тузле, односно 13 километара од Градачца, на дубини од два километра.
  - Суданска војска преузела је контролу над базама и штабовима снага за брзо реаговање (специјалних снага) у седам градова, укључујући пет административних центара држава.
- 18. април — Европски парламент усвојио визну либерализацију за лажну државу Косово.
- 22. април — Земљотрес јачине 6,1 степен Рихтерове скале погодио је острво Кепулауан Бату у Индонезији.
- 23. април — На ванредне изборе у четири општине на северу Косова и Метохије изашло је 1.566 Албанаца и 13 Срба.
- 24. април — Земљотрес јачине 7,1 степен Рихтерове скале погодио је регион острва Кермадек у близини Новог Зеланда.
  - Земљотрес јачине 7,3 степен Рихтерове скале поново је погодио острво Кепулауан Бату у Индонезији.
- 25. април — Велика Британија је послало гранате са осиромашеним уранијумом у Украјину.
  - Начелник Рашког округа Небојша Симовић пронађен је мртав, у свом стану у Краљеву.
- 27. април — Свечаном церемонијом почело пуњење нуклеарног горива првог блока нуклеарне електране Акују у Турској.
  - Русија званично прекинула међународне трансакције у доларима.
- 28. април — Резолуција о усташком инфантициду Независне Државе Хрватске над српском, јеврејском и ромском децом у дечјим логорима смрти (1941−1945)" усвојена је у Народној скупштини Републике Србије.

### Мај
- 1. мај — Вода из реке Дона је пуштена у канал Северски Доњец чиме је прекинута осмогодишња блокада воде Донбаса коју је организовала влада у Кијеву.
- 2. мај — Неколико људи је погинуло, а више од 30 повређено у великом ланчаном судару који се догодио током пешчане олује у америчкој савезној држави Илиноис.
  - Кабинет председника Џоа Бајдена донео је одлуку о укидању обавезне вакцинације против вируса корона, што значи да неће бити препрека да невакцинисани странци уђу у САД.
    - Удружење сценариста Америке (WGA) позвало је на први штрајк после 15 година, пошто није дошло до договора са филмским студијима, што ће направити велике проблеме у Холивуду, док се сама индустрија забаве бори са тектонским променама које је направио раст стриминг платформи.
- 3. мај — У пуцњави у основној школи „Владислав Рибникар” у Београду убијено је осморо деце и један радник обезбеђења, а повређено је 15 особа.
  - Влада Србије прогласила је тродневну жалост у земљи од 5. до 7. маја због трагедије у ОШ „Владислав Рибникар”.
    - Украјинске снаге су покушале беспилотним летелицама да изведу напад на председничку резиденцију у Кремљу.
      - Француски Уставни савет одбио да се на референдуму гласа о пензионој реформи.
- 4. мај — Нападач У. Б. (21) је у селу Дубона у близини Младеновца убио осам особа, а ранио 14 људи, међу којима има и деце.
  - У катастрофалним поплавама у Уганди и Руанди погинуло је 136 особа.
- 5. мај — Влада Србије усвојила је на седници мере које је објавио председник Србије Александар Вучић, а које су предложене након злочина у Младеновцу.
  - Светска здравствена организација објавила је да Ковид-19 више не представља глобалну здравствену ванредну ситуацију.
    - Најмање 54 особе су убијене у насиљу између етничких група у Манипуру, у североисточној Индији, које је почело после протестне шетње, коју је у среду 3. маја, организовала једна племенска група и која је прерасла у сукобе, у којем су запаљена возила и куће.
- 6. мај — Кентерберијски надбискуп крунисао је британског краља Чарлса трећег у Лондону.
  - Аутомобил у ком се налазио руски писац Захар Прилепин експлодирао је у Нижегородској области у Русији, он је повређен док је возач погинуо.
    - Шефа „Калистанских командоса” (KCF), паравојне формације Сика и једног од „најтраженијих” терориста Индије, Парамџита Синг Панџвара елиминисала су двојица наоружаних нападача у граду Џохар, у Лахору у пакистанској провинцији Пенџаб.
- 7. мај — Девет људи је убијено (међу којима и нападач) у пуцњави у тржном центру у близини Даласа, а седам повређених превезено је у болницу.
  - Савет министара спољних послова Арапске лиге одлучио је да врати Сирију у ту организацију.
    - Словачки премијер Едуард Хегер затражио је од председнице Словачке Зузане Чапутове да га разреши дужности, након што су оставке министара ослабиле његов кабинет у обављању дужности пре избора у септембру.
      - Око 23.000 људи побегло је од етничког насиља, које потреса североисточну Индију и у којем су до 5. маја страдале 54 особе.
        - Министар просвете Републике Србије Бранко Ружић поднео је неопозиву оставку.
- 9. мај — Приведен бивши пакистански премијер Имран Кан под оптужбом за прикривање информација о поклонима и продају државних драгоцености за 630.000 долара.
- 10. мај — У пуцњави у близини синагоге у Тунису убијена су два службеника обезбеђења и два посетиоца, док је рањено девет особа.
- 11. мај — После дводневних крвавих масовних протеста, Врховни суд Пакистана прогласио је хапшење бившег премијера Имрана Кана незаконитим и наложио да се Кан одмах пусти на слободу.
- 12. мај — Десетине хиљада људи изашло је на протест у Београду и другим градовима Србије, изражавајући незадовољство због пораста насиља у земљи.
- 13. мај — Оружане снаге Руске Федерације су ракетним системима Кинжал погодиле складиште муниције Оружаних снага Украјине у градовима Хмељницки и Тернопољ где је складиштено оружје са осиромашеним уранијумом које је послало УК. Ниво радијације се наредних дана драстично повећао у тим областима.
- 15. мај — Преминула девојчица у Тиршовој, повређена у пуцњави у основној школи „Владислав Рибникар”.
- 16. мај — Руски ракетни систем  „Кинџал” приликом напада на Кијев уништио пет америчких ПВО система „патриот”.
- 17. мај — Најмање осам особа је погинуло, а хиљаде је евакуисано из својих домова након што су разорне поплаве погодиле су северни италијански регион Емилија Ромања.
  - У невремену које је погодило Србију поплављени Нови Сад и Коцељева у ком су две особе повређене, а интервенисала и полиција.
- 19. мај — Одржан трећи протест Србија против насиља на коме се окупило око 200 хиљада људи.
- 20. мај — Нови црногорски предсједник Јаков Милатовић положио је заклетву у Скупштини Црне Горе на церемонији инаугурације и тако ступио на дужност.
  - Руске снаге успоставиле су пуну контролу над Бахмутом после готово десет месеци тешких борби.
- 21. мај — Вулкан Етна у Италији, еруптирао је и избацио пепео на Катанију, што је довело до затварања аеродрома у том највећем граду на истоку Сицилије.
  - Реал Мадрид је освојио кошаркашку Евролигу победивши Олимпијакос у финалу фајнал фора.
- 22. мај — Оружане снаге Украјине и диверзантске групе су напале Белгородску област и заузеле два мања места што је изазвало панику међу локалним становништвом и исељавање из заузетих места.
- 25. мај — Јерменија и Азербејџан у Москви договорили међусобно признавање територијалног интегритета.
  - Председник Белорусије Александар Лукашенко саопштио је да је почело пребацивање нестратешког нуклеарног оружја из Русије на територију Белорусије.
    - Током Спасовданске литије у Београду се окупило на десетине хиљада грађана које је предводио патријарх српски Порфирије.
      - Власник и главни уредник телевизије Пинк Жељко Митровић изјавио је да је на препоруку председника Србије Александра Вучића одлучио да укине ријалити програм Задруга.
- 26. мај — Припадници приштинске специјалне полиције стигли су до општинских зграда на северу Косова и сукобили се са окупљеним Србима. Специјалци су насилно ушли у општине Звечан и Зубин Поток, а у Лепосавићу су постављене барикаде.
  - Министар одбране Милош Вучевић казао је, поводом подизања борбене готовости Војске Србије, да се разместе на позицијама ка административној линији.
- 27. мај — Председник Србије Александар Вучић поднео је оставку на место председника владајуће Српске напредне странке и предложио је да нови лидер те странке буде актуелни министар одбране и бивши градоначелник Новог Сада Милош Вучевић.
- 28. мај — На председничким изборима у Турској актуелни председник Реџеп Тајип Ердоган победио је са 52,14 одсто, док је лидер опозиционе Републиканске странке Кемал Киличдароглу освојио 47,86 одсто гласова.
- 29. мај — Јаке снаге Кфора разбиле су скуп грађана који су били окупљени испред Општине Звечан користећи сузавац и шок-бомбе након чега је уследила реакција окупљених грађана који су узвратили каменицама, флашама и другим предметима. Повређено је најмање 50 Срба и 41 припадник Кфора, а лекари се боре за живот једне особе.
  - Председник Русије Владимир Путин потписао закон о отказивању Уговора о конвенционалним оружаним снагама у Европи.
    - Као резултат високопрецизног удара руских Ваздушно-космичких снага на војни вез у луци Одеса, уништен је последњи украјински ратни брод „Јуриј Олефиренко”.
- 30. мај — Испред Немачке амбасаде у Београду одржан је протест због тренутне ситуације на северу Косова и Метохије.
- 31. мај — Северна Кореја је саопштила да је прво лансирање њеног војног извиђачког сателита било неуспешно и да се он срушио у море.

### Јун
- 2. јун — Више од 50 људи је погинуло, а 300 повређено, када се путнички воз сударио са теретним возом у индијској држави Одиши.
- 3. јун — Рукометаши Војводине освојили су ЕХФ Екуп, пошто су у другој утакмици финала победили норвешки Наербо 25:23 (10:10).
  - Турски председник Реџеп Тајип Ердоган положио је заклетву за нови петогодишњи председнички мандат.
- 4. јун — Турско Министарство одбране саопштило је да је почело са распоређивањем специјалаца на Косову и Метохији.
  - Украјинске снаге су покушале да изврше велику офанзиву у јужнодоњецком правцу.
- 5. јун — У поплавама на Хаитију погинуло је 15 људи, а осам особа се воде као нестале.
  - Британски парламент је на заседању о ситуацији на Косову и Метохији, Лондон је позвао на повлачење косовске полиције са севера.
- 6. јун — Горњи део Каховске хидроелектране порушен је у гранатирању које су извеле Оружане снаге Украјине, а од поплаве су страдало је 46 особа.
- 7. јун — Вулкан Килауеа на Хавајима који је активан од 1983. године, почео је да еруптира усијану лаву.
  - Оружане снаге Украјине су покренуле дуго најављивану пролећну контраофанзиву у правцу Орехова (Запорошка област).
- 9. јун — На Филипинима је еруптирао пробуђени вулкан Мајон након чега је евакуисано 18 хиљада људи.
  - На индонежанском острву Суматра еруптирао вулкан Анак Кракатау.
- 10. јун — У експлозији фабрике за производњу ракета и експлозивних направа у предграђу Анкаре, у Турској, погинуло је пет људи, а до експлозије је дошло вероватно због хемијске реакције током производње динамита.
  - Бивши британски премијер Борис Џонсон повукао се са места члана парламента, због поступка који против њега води парламентарни Одбор за привилегије, јер је позивао госте у башту у Даунинг стрит на забаве у мају 2022, током короне.
    - Четворо деце пронађено је живо на југу Колумбије, пет недеља након што се авион којим су путовали срушио у густој Амазонској џунгли.
      - У финалу Лиге шампиона, Манчестер Сити је победио италијански Интер резултатом 1 : 0.
- 11. јун — Новак Ђоковић и Ига Свјонтек су освајачи Отвореног првенства Француске у појединачној конкуренцији.
  - Бивша премијерка Шкотске Никола Старџон ухапшена је у оквиру истраге о финансијама њене Шкотске националне партије.
    - Ковид болница у Батајници, отворена током једног од најјачих таласа епидемије вируса корона отпустила је и последњег пацијента.
      - На ванредним парламентарним изборима у Црној Гори највише гласова је освојила странка Европа сад.
- 12. јун — Земљотрес јачине 4,0 степена Рихтерове скале регистрован је у региону Параћина, саопштио је Републички сеизмолошки завод.
- 14. јун — Египат предао захтев за придруживање БРИКС-у.
  - Привремене приштинске институције донеле су одлуку да забране улазак робе из централне Србије на Косово и Метохију.
    - У Москви постављен споменик бившем председнику Србије и СР Југославије Слободану Милошевићу.
- 15. јун —
  - Ванредна ситуација проглашена у девет општина Србије на територији града Новог Пазара, Лознице, Јагодине, Кладова, Трстеника Прокупља, општина Медвеђа, Куршумлија и за део територије Пожега због обилних падавина и поплава.
  - У Бујановцу почела Међународна тактичка вежба обучавања „Платинасти вук 23”, на којој учествују припадници Војске Србије и оружаних снага више држава чланица НАТО.
- 16. јун — Због обилних падавина и изливања река, ванредна ситуација проглашена је у 50 градова и општина у Србији.
  - Председник Русије Владимир Путин одликовао је посланицу Државне думе Русије, прву жену-космонаута Валентину Терешкову орденом Гагарина за изузетне заслуге у освајању свемира поводом 60. година од лета у свемир.
  - У бази „Југ” у близини Бујановца одржана је мултинационална војна вежба „Платинасти вук”, у којој су поред српских оружаних снага учествовале и партнерске земље, укључујући и Сједињене Америчке Државе и више земаља чланица НАТО савеза
- 17. јун — Припадници Косовске полиције Росу су у Житковцу крај Звечана брутално претукли двоје деце.
- 18. јун — Авганистан је прогласио дан када је последњи амерички војник напустио земљу годишњим државним празником који ће се славити сваког 31. августа.
- 19. јун — Бангладеш је званично поднео захтев да постане члан БРИКС-а.
  - Руске трупе су покренуле изненадну офанзиву на Луганском и Харковском фронту.
- 20. јун — Уставни суд БиХ, на ванредној седници, променио је правила, која им омогућавају да раде без српских судија.
  - Србија и Мађарска потписале више споразума за јачање сарадње у области одбране и унутрашњих послова, као и за изградњу новог нафтовода и оснивање заједничке фирме за трговину гасом.
- 21. јун — Председник Кубе Мигел Дијас-Канел Бермудес допутовао је у дводневну посету Србији што је прва посета кубанског председника после четрдесет година.
  - Најмање 35 миграната се удавило се када се преврнуо чамац код Kанарских Острва.
    - Најмање 41 жена је убијена након избијања насиља између банди у затвору у Хондурасу.
- 22. јун — Украјинске снаге нанеле су удар по мостовима на административној граници Херсонске области и Крима у близини Чонгара.
  - У експлозији гаса у ресторану у граду Јинчуан, на северозападу Кине, погинула је 31 особа.
    - Влада Србије је разрешила министра Радета Басту на захтев првог потпредседника владе и министра спољних послова Ивице Дачића и Драгана Марковића Палме, лидера Јединствене Србије због његовог залагања за санкције Русији.
    - Четири дана након нестанка, пронађена је подморница Титан, свих петоро путника је погинуло.
- 23. јун — Ступио је на снагу 11. пакет санкција против Руске Федерације.
  - Месо узгојено у лабораторији, пуштено је у продају у Сједињеним Државама.
    - ФСБ је покренуо кривични поступак против Јевгенија Пригожина шефа Групе Вагнер због наглог повлачења припадника своје јединице из Бахмута и покушаја оружане побуне.

- Припадници Групе Вагнер су заузели државне институције у градовима Ростов и Вороњеж након чега су покренули „Марш правде” према Москви што је изазвало ванредну ситуацију у Русији.

- 24. јун — Посредством Александра Лукашенка председника Белорусије, превазиђена је криза побуне Групе Вагнер чиме је дао азил оснивачу групе Јевгенију Пригожину док су припадници групе аболирани.
- 25. јун — Воз са нафтним дериватима пао је у реку Јелоустон у америчкој држави Монтана због урушавања моста, а у води су детектовани „растопљени сумпор и асфалт”.
  - Нова демократија, коју предводи актуелни премијер Киријакос Мицотакис победила је на парламентарним изборима тако што освојила је 40,5 одсто гласова.
- 26. јун — Суд у Краљеву ослободио тројицу Албанских полицајаца.
- 27. јун — Срби из општина на северу Косова и Метохије и већински српских средина јужно од Ибра су донели Видовданску декларацију српског народа.
  - Народна скупштина Републике Српске усвојила је Закон о непримењивању одлука Уставног суда БиХ у Републици Српској.
    - Убиство 17-годишњег Нахела покренуло је насилне протесте у Француској, током којих је од уторка приведено више од 2.400 људи.

  - 28. јун:
  - Председник Украјине Владимир Зеленски је поднео Ради предлог закона о промени датума обележавања православног Божића на 25. децембар.
  - Доминго Херман, тадашњи бацач Њујорк јенкиса, имао је савршену утакмицу против Оукланд рејдерса.
- 29. јун — Етиопија је поднела захтев за придруживање БРИКС-у.
- 30. јун — Скупштина општине Северна Митровица изгласала одлуку о прикључењу  „Асоцијацији косовских општина”.
  - Светска одбојкашка федерација (ФИВБ) избрисала је све селекције Русије и Белорусије са светских ранг-листа.
    - Бившем бразилском председнику Жаиру Болсонару је осам година забрањено да се кандидује за јавну функцију, након што је федерални суд прихватио оптужбе да је злоупотребио председничку власт.

### Јул
- 1. јул:
  - ЕУ је предузела мере против Приштине због непредузимања корака на деескалацији ситуације на северу Косова и Метохије.[1]
  - Мушкарац из насеља Канак у хрватском граду Сиску пуцао је на улици из калашњикова по пролазницима и убио једну особу, ранио више људи, а запалио је и три објекта.[2]
- 2. јул:
  - Нападачи у Француској покушали су током ноћи да запале кућу Винсента Жанбруна (фр. Vincent Jeanbrun), градоначелника париског предграђа Л'ај ле Роз (фр. L’Haÿ-les-Roses), испаљујући пиротехничка средства на супругу и децу званичника, који су покушали да побегну.[3]
- 4. јул:
  - Специјални изасланик ЕУ за дијалог Београда и Приштине Мирослав Лајчак отворено је запретио Србији санкцијама уколико не буде поступала по захтевима ЕУ за решавање кризе на северу Косова и Метохије.[4]
  - Иран званично постао члан Шангајске организације за сарадњу.[5]
- 6. јул:
  - Влада Перуа прогласила је 60-дневно ванредно стање за неколико јужних градова, јер је најактивнији вулкан у земљи Убинас почео да избацује пепео и гасове.[6]
  - Украјинске власти заузеле су зграде Кијевско-печерске лавре, саопштила је канонска Украјинска православна црква.[7]
  - Србија забранила извоз оружја и муниције.[8]
- 7. јул:
  - Администрација америчког председника Џозефа Бајдена донела је одлуку да Украјини испоручи касетну муницију.[9]
- 8. јул:
  - У Тбилисију су присталице конзервативног покрета спречили да се одржи ЛГБТ-фестивал „Тбилиси Прајд”.[10]
- 9. јул:
  - Трећи највећи мост у Европи, који је свечано отворен у румунској Браили, повезује две обале Дунава.[11]
  - Предсједник Црне Горе Јаков Милатовић стигао је у прву званичну дводневну посјету Србији.[12]
- 11. јул:
  - Украјинске трупе покренуле су нови талас офанзиве на ореховски део линије фронта у запорошкој области.[13]
  - Скупштина Србије разрешила министра привреде Радета Басту.[14]
  - Сједињене Америчке Државе увеле су санкције шефу српске Безбедносно-информативне агенције (БИА), бившем министру унутрашњих послова Александру Вулину.[15]
  - Новинар и главни одговорни уредник часописа „Таблоид” Милован Бркић осуђен је на 14 месеци затвора због позивања на рушење уставног поретка након првог протеста „Србија против насиља”.[16]
- 12. јул:
  - НАТО усвојио план за слање 100.000 војника у Пољску.[17]
- 13. јул:
  - Синдикат америчке федерације телевизијских и радио уметника (САГ-АФТРА) у Холивуду ступио је у штрајк тражећи веће плате и због вештачке интелигенције пошто су преговори са Алијансом филмских и телевизијских продуцената пропали.[18]
- 14. јул:
  - Државна дума Русије је на пленарној седници усвојила закон о забрани промене пола.[19]
  - Врховна рада Украјине усвојила је нацрт закона о померању празновања Божића са 7. јануара на 25. децембар.[20]
- 16. јул:
  - Луна Вујовић, млада српска тенисерка, постала је шампионка Вимблдона у конкуренцији до 14 година победом над Холи Смарт, британском тенисерком, резултатом 6:3, 6:1.[21]
  - Новак Ђоковић, најбољи српски тенисер, први пут после седам година поражен је на Вимблдону од Карлоса Алкараса после невероватне борбе у пет сетова резултатом 6:1, 6:7, 1:6, 6:3, 4:6.[22]
  - У граду Санбао у Синђану на северозападу Кине је забележена рекордно висока температура у тој земљи од 52,2 степена Целзијусова.[23]
- 17. јул:
  - У ракетном нападу украјинских снага на Кримски мост погинули су мушкарац и жена, а њихова малолетна кћерка је рањена.[24]
  - Русија званично обуставила учешће у споразуму о извозу жита Црним морем.[25]
- 19. јул:
  - Руске снаге извеле су током ноћи и јутра највећи ракетни напад на Одесу од почетка специјалне операције након што се Русија повукла из споразума о извозу житарица.[26]
  - Две особе страдале у невремену које је данас погодило Хрватску, а невреме је однело и један живот у Словенији.[27]
  - Србију је погодила суперћелијска олуја која је настала у Словенији, а дошла преко Хрватске причинивши већу материјалну штету. Привремено је био затворен Аеродром Никола Тесла.[28]
- 20. јул:
  - У нападу дронова на северозападу Крима погинула је једна девојчица.[29]
  - Стотине демонстраната упало је рано ујутру у шведску амбасаду у главном граду Ирака Багдаду и запалило је као реакцију због недавног паљења Курана у Стокхолму.[30]
  - Разорни торнадо уништио Фајзерову фабрику у Северној Каролини.[31]
- 21. јул:
  - У новом снажном невремену које је погодило већи део Србије погинуле су три особе, а у Новом Саду је погинуло једно дете и око 30 особа је повређено.[32]
  - Снажно невреме погодило Италију, а град Милано је погодио торнадо.[33]
- 23. јул:
  - Алжир поднео званични захтев за улазак у БРИКС.[34]
- 24. јул:
  - Ухапшен Веселин Вељовић, бивши директор црногорске полиције.[35]
- 25. јул:
  - Парламент Кине сменио је Ћин Ганга са функције министра иностраних послова земље, а на његово место је враћен његов претходник Ванг Ји.[36]
  - Славица Ђукић Дејановић званично је у Скупштини Србије изабрана за министарку просвете.

- 26. јул:
  - У државном удару у Нигеру војска је преузела власт, а за председника је изабран генерал Абдулрахман Чиани док је Мухамед Базум смењен са места председника.[38]
  - Скупштина Републике Србије усвојила измене Закона о планирању и изградњи, којим се омогућава бесплатна конверзија права коришћења земљишта у право власништва, уз велико негодовање демократске опозиције[39].
- 28. јул:
  - Украјински председник Владимир Зеленски потписао је закон којим се мења датум државног празника Божића у Украјини са 7. јануара на 25. децембар „у склопу напора да се одрекне руског наслеђа”.[40]
- 29. јул:
  - Најмање 12 особа је погинуло, а више од 130 повређено у снажној експлозији која је одјекнула у складишту пиротехнике у граду Сунгајколок у Тајланду.[41]
- 30. јул:
  - У експлозији у Пакистану којој је погинуло најмање 40 људи, а више од 50 повређено током политичког митинга у северозападном Пакистану, у округу Баџур који се граничи са Авганистаном.[42]
- 31. јул:
  - Боливија званично затражила пријем у БРИКС.[43]
  - У поплавама у Пекингу 11 особа погинуло, 27 нестало.[44]

### Август
- 1. август:
  - Венецуела званично поднела захтев за пријем у БРИКС.[45]
- 4. август:
  - Нигер је раскинуо Споразумом о војно-техничкој сарадњи са Француском из 1977. године, а званичном Паризу дао рок од 30 дана да француске трупе напусте земљу.[46]
  - Снажно невреме са градом погодило је немачки град Ројтлинген након ког су остале наслаге града од 30 сантиметара, а у сред лета добио зимски изглед причинивши огромну материјалну штету.[47]
- 5. август:
  - Украјинске снаге први пут гађале касетним муницијом Доњецк.[48]
- 6. август:
  - Најмање 30 људи је погинуло, а 60 повређено када је воз излетео из шина и преврнуо се на југу Пакистана.[49]
- 7. август:
  - Митрополит Павле, намесник Кијево-печерске лавре, пуштен је из притвора уз кауцију од милион долара.[50]
- 9. август:
  - Српска атлетичарка Ангелина Топић постала је шампионка на Европском првенству за јуниорке у Јерусалиму, пошто је једина прескочила висину од 1,90 метара без иједног рушења у категорији скок увис.[51]
  - Кандидат за председника Еквадора Фернандо Вилависенсио убијен је на предизборном скупу у Киту.[52]
  - Због обилних киша и клизишта, на југу Норвешке срушила се брана, а евакуисано је око 600 људи који су живели низводно од бране.[53]
- 10. август:
  - Адриана Вилагош, млада српска атлетичарка, освојила је златну медаљу на јуниорском Европском првенству у дисциплини бацања копља.[54]
- 11. август:
  - Аутоматска међупланетарна станица „Луна 25”, лансирана је са космодрома „Восточни”, у Амурској области Русије, помоћу ракете-носача „Сојуз 2.1б”.[55]
  - У великим пожарима који су захватили хавајско острво Мауи страдале су најмање 53 особе, док их је нестало око 1.000.[56]
  - Мушкарац у Градачцу у Босни и Херцеговини убио супругу и још две особе извршио је самоубиство пред полицијом.[57]
  - Тужилаштво Босне и Херцеговине подигло је оптужницу против председника Републике Српске Милорада Додика и в. д. директора Службеног гласника Српске Милоша Лукића.[58]
- 14. август:
  - Намесник Кијевско-печерске лавре, митрополит Павле, доживео је срчани удар након чега је хитно хоспитализован на кардиолошко одељење и оперисан.[59]
  - У експлозији на бензинској пумпи у Дагестану, има погинуло је 35 људи у граду Махачкали, док је 119 повређено.[60]
  - Аеродром у Катанији, другом по величини граду на Сицилији, тренутно је затворен због еруптивне активности вулкана Етне.[61]
- 15. август:
  - Велика порота у америчкој савезној држави Џорџији подигла је оптужницу против бившег председника САД Доналда Трампа због покушаја да поништи свој пораз од демократе Џозефа Бајдена на председничким изборима 2020. године.[62]
  - Припадници украјинске полиције блокирали су три зграде Кијевско-печерске лавре где живи део монаха и ходочасници и почели упад у просторије.[63]
- 16. август:
  - У нападу на војно особље Нигера на граници са Малијем, 17 војника је погинуло, а до 20 је повређено.[64]
- 19. август:
  - Буркина Фасо и Мали распоредили авионе у Нигеру у знак солидарности.[65]
  - Руски сателит „Луна-25” се сударила са Месецом.[66]
- 20. август:
  - Српска атлетичарка Ивана Вулета освојила је златну медаљу на Светском првенству у Будимпешти скоком од 7.14.[67]
  - Женска фудбалска репрезентација Шпаније освојила је Светско првенство победивши у финалу Енглеску.[68]
- 22. август:
  - Савет за мир и безбедност Афричког савеза донео је одлуку да прекине активност Нигера у организацији.[69]
  - Код Евроса у Грчкој пронађено је 18 угљенисаних тела откривена су на две локације у шуми коју је захватио пожар.[70]
  - Генерал Виктор Афзалов, начелник Генералштаба Ваздушно-космичких снага Русије, именован је за привременог главног команданта Ваздушно-космичких снага Русије, а генерал армије Сергеј Суровикин снага је разрешен дужности.[71]
  - Снажна олуја праћена грмљавином и јаким ударима ветра захватила је Меку у Саудијској Арабији, што је веома ретка појава на том подручју.[72]
  - Тајландски парламент изабрао је Срету Тависина за премијера након општих избора у мају.[73]
- 23. август:
  - У паду авиона приватне војне компаније Вагнер погинули су оснивачи Јевгениј Пригожин и Дмитриј Уткин у Тверској области.[74]
- 24. август:
  - Саудијска Арабија, УАЕ, Аргентина, Иран, Етиопија и Египат позване да постану чланице БРИКС-а од 1. јануара 2024. године.[75]
  - Јапан почео да испушта пречишћену радиоактивну воду из „Фукушиме”, Кина обуставила увоз морских плодова из Јапана.[76]
  - Бивши председник САД Доналд Трамп се предао у затвор округа Фултон у Џорџији како би се предао властима и прошао кроз формални процес хапшења након чега је пуштен уз кауцију.[77]
- 27. август:
  - У тешкој саобраћајној несрећи која се догодила на магистралном путу Ужице — Златибор, на Ложионичком мосту у Ужицу, на лицу места погинуо је троје људи.[78]
- 28. август:
  - Председник Француске Емануел Макрон је запретио Србији увођењем санкција (виза) уколико се хитно, не врати за „преговарачки сто” и не прихвати француско немачки ултиматум.[79]
- 30. август:
  - У нападу украјинских беспилотних летилица на војни аеродром у граду Псков на крајњем западу Русије уз границу са Естонијом, уништено је више транспортних авиона Иљушин.[80]
  - Војска Габона извршила је државни удар и прогласила је неважећим резултате председничких избора, расформирала органе власти и саопштила да су границе затворене до даљег.[81]
- 31. август:
  - Министар одбране Велике Британије Бен Волас поднео је оставку.[82]
  - Оснивач и бивши командант Јединице за специјалне операције Франко Симатовић Френки пуштен је са издржавања казне по хашкој пресуди и превремено пуштен на слободу.[83]
  - Најмање 73 особе су погинуле, а 52 су повређене када је пожар захватио оронулу петоспратницу у Јоханезбургу у Јужној Африци коју су населили бескућници.[84]
  - Афрички савез обуставио учешће Габона у организацији.[85]
  - У експлозији која се догодила на последњем спрату зграде у Улици слободе у Смедереву, смртно је страдао власник стана, након што је активирао експлозив.[86]

### Септембар
- 1. септембар:
  - Бивши лидер десничарске групе „Прауд бојс” Енрике Тари осуђен је на казну од 22 године затвора због упада у Капитол шестог јануара 2021. године.[87]
- 2. септембар:
  - У Тел Авиву је дошло до масовног сукоба миграната из Еритреје са полицијом и присталицама власти због одбијања давања азила и протеривања, што је довело до масовних нереда, а пријављено је 30 повређених полицајаца и преко 100 миграната.[88]
- 3. септембар:
  - Женска одбојкашка репрезентација Турске освојила је Европско првенство победивши у Србију.[89]
  - Више људи је погинуло, а на десетине повређено током налета урагана „Дана” који је погодио Шпанију.[90]
- 4. септембар:
  - Премијер Албаније Еди Рама извршио је реконструкцију владе и разрешио је шест министара у свом кабинету, између осталих и шефицу дипломатије Олту Џачку.[91]
- 5. септембар:
  - Врховна рада разрешила је Алексеја Резникова са места министра одбране Украјине. За ову одлуку гласало је 327 народних посланика, против су била 4.[92]
  - Снажно невреме праћено обилним падавинама, великим поплавама и торнадима је погодило велики део Грчке, Бугарске и Турске оставивши велики број људи без домова, струје и интернета, а погинуло је 10 особа.[93]
  - Влада Републике Српске усвојила је Закон о забрани доласка актуелног високог представника у БиХ Кристијана Шмита на територију Републике Српске.[94]
- 6. септембар:
  - Најмање 21 особа погинула је на југу Бразила у жестокој олуји која је изазвала поплаве у 60 градова.[95]
  - Посланици Скупштине Србије изабрали су новог министра привреде Слободана Цветковића.[96]
  - Секретар Савета за националну безбедност и одбрану Украјине Алексеј Данилов изјавио је да је трећи светски рат већ почео и поново је затражио улазак његове земље у НАТО.[97]
  - У украјинском граду Костјантињивка погинуло је 17 особа од чега једно дете, а повређено је 32 људи приликом ракетног напада оружаних снага Русије.[98]
  - Русија и Турска постигле начелни споразум о испоруци милион тона житарица.[99]
- 7. септембар:
  - Баскеташи Србије поново су освојили злато на Европском првенству, победивши Литванију у драматичном финалу резултатом 22:20. Србија је тако освојила пето континентално надметање заредом.[100]
  - Супруга председника Србије Александра Вучића Тамара Вучић учествовала је на „Самиту првих дама и господе” који је у Kијеву организовала супруга украјинског председника Олена Зеленска[101].
- 8. септембар:
  - Земљотрес магнитуде 6,9 степени погодио је Мароко у ком је број страдалих прешао 2862, док је преко 2562 људи повређено.[102]
- 10. септембар:
  - У тешкој саобраћајној несрећи која се догодила на путу Атина — Солун, погинуле су четири особе када су се сударили аутобус српских таблица и аутомобил повређене су 42 особе.[103]
  - Кошаркаши Србије освојили су другу узастопну а, четврту сребрну медаљу на великим такмичењима у последњих десет година.[104]
  - Најбољи српски тенисер Новак Ђоковић савладао је Данила Медведева у финалу Ју-Ес опена 3:0, по сетовима 6:3, 7:6, 6:3 и стигао до 24. гренд слем титуле у каријери.[105]
- 11. септембар:
  - Суд БиХ је потврдио оптужницу против председника Републике Српске и Милорада Додика и в. д. директора Службеног гласника Српске Милоша Лукића.[106]
  - Лидери земаља учесница Процеса Брдо Бриони, усвојили су на Самиту у Скопљу Декларацију у којој су се обавезали да ће интензивирати стратешки дијалог са институцијама Уније како би се убрзао процес приступања ЕУ и спречило занемаривање региона.[107]
- 12. септембар:
  - Више од 11.300 људи је погинуло, а преко 20.000 се води као нестало у поплава које су погодиле град Дерна на истоку Либије.[108]
  - Комитет америчког Представничког дома покренуо је истрагу у оквиру импичмента против председника Џозефа Бајдена.[109]
- 13. септембар:
  - Након више од четири месеца притвора и првостепене пресуде на 14 месеци, новинар Милован Бркић пуштен из притвора.[110]
- 14. септембар:
  - На италијанском острву Лампедуза проглашено је ванредно стање након што је дошао рекордан број миграната у последњих неколико дана.[111]
- 15. септембар:
  - У Србији, Српској и дијелу Црне Горе обиљежен је Дан српског јединства, слободе и националне заставе.[112]
- 16. септембар:
  - Финска и Пољска забраниле улазак аутомобила са руским регистрацијама.[113][114]
  - Лидери Малија, Буркине Фасо и Нигера, потписали су Повељу о успостављању савеза држава Сахела за стварање колективне одбрамбене архитектуре.[115]
  - Одбојкашка репрезентација Пољске освојила је Европско првенство победивши у финалу Италију.[116]
- 18. септембар:
  - Радна група Министарства здравља изнела је мишљење да је неопходно поново ношење заштитних маски у свим здравственим установама.[117]
- 19. септембар:
  - Азербејџан покренуо „антитерористичку операцију” у Нагорно-Карабаху ради успостављања уставног поретка, саопштило је Министарство одбране републике.[118]
  - Три особе су погинуле, а више њих је повређено у саобраћајној несрећи на магистралном путу Цетиње—Будва када је аутобус слетео са коловоза и сурвао се у провалију дубоку 15 метара.[119]
- 20. септембар:
  - Потписано је примирје по окончању азербејџанске војне операције у Нагорно-Карабаху.[120]
- 22. септембар:
  - Припадници оружане групе Вагнер су после четири месеца поново враћени на украјински фронт на подручје Херсонске области.[121]
- 23. септембар:
  - Прва партија америчких тенкова „абрамс” испоручена је у Украјину.[122]
- 24. септембар:
  - Ноћу око 3 сати у Бањској на северу КиМ, незванично у размени ватре са КПС убијен је један косовски полицајац албанске националности, а други је рањен што је довело до ескалације косовске кризе.[123]
- 25. септембар:
  - У експлозији на складишту горива у азеребејџанском граду Степанакерту у покрајини Нагорно-Карабах, погинуло је око 100, а повређено око 300 људи.[124]
- 26. септембар:
  - Премијерка Србије Ана Брнабић потписала меморандум са Фајзером о изградњи БИО4 кампуса.[125]
  - Председавајући Доњег дома Канаде Ентони Рота најавио је своју намеру да поднесе оставку на своју функцију крајем следећег дана, 27. септембра, због његовог позива Доњем дому канадског парламента и одавања почасти уз овације бившем ветерану Вафен-СС Јарославу Хунки, уз присуство и аплауз Зеленског и премијера Канаде Трудоа.[126]
  - Војска у Буркини Фасо, која је преузела власт пре годину дана државним ударом, саопштила је да је осујетила државни контраудар.[127]
- 28. септембар:
  - Сејм Летоније одобрио нову концепцију националне безбедности према којој ће летонским јавним медијима од 1. јануара 2026. године бити забрањено емитовање програма на руском језику.[128]
- 29. септембар:
  - Најмање 52 људи је погинуло, док је 50 повређено у експлозији у близини џамије у граду Мастунгу, у пакистанској провинцији Балуџистан.[129]
  - Савет НАТО одобрио је слање појачања КФОР-у, својој мисији на Косову и Метохији после сукоба тзв. косовске полиције и Срба у селу Бањска.[130]
  - Као последица војне акције Азербејџана, преко 100.000 од 120.000 Јермена избјегло је из Нагорно-Карабаха у Јерменију и најављено је укидање Нагорнокарабашке Републике од 1. јануара 2024.[131]
- 30. септембар:
  - У Словачкој на ванредним парламентарним изборима побидила партија Смер — социјалдемократија чији је предводник бивши премијер Роберт Фицо.[132]

### Октобар
- 1. октобар:
  - Најмање 10 особа је погинуло, а 15 је повређено, укључујући четворо деце, након што се камион преврнуо на аутопуту у мексичкој држави Чијапас.[133]
  - Турска покренула велику операцију против Радничке партије Курдистана.[134]
  - У Србији повећане акцизе на деривате нафте, дуванске прерађевине и алкохолна пића, кафу и течности за пуњење електронских цигарета.
- 2. октобар:
  - Најмање 10 особа је погинуло, а 40 их је повређено када се урушио кров цркве у граду Сијудад Мадеро на северу Мексика, а још 30 људи је заробљено испод рушевина.[135]
  - Министар енергетике Молдавије Виктор Парликов саопштио је да та земља више неће куповати гас од руског „Гаспрома”.[136]
  - Први од 12 наручених француских борбених авиона „Рафал” испоручен је Хрватској.[137]
  - Нобелова награда за медицину 2023. додељена је Каталин Карико и Дру Вајсману за развој мРНК вакцине против ковида.[138]
  - Врховни суд САД дозволио је бившем америчком председнику Доналду Трампу да се кандидује за председника САД.[139]
  - Стотине малих потреса погодило је густо насељено вулканско подручје западно од италијанског града Напуља последњих недеља, због чега је влада припремила планове за масовну евакуацију.[140]
- 3. октобар:
  - Апелациони суд у Београду укинуо је притвор Зорану Марјановићу осуђеном за убиство супруге Јелене Марјановић.[141]
  - Најмање 21 особа је погинула, 12 је повређено, а четворо или петоро се води као нестало када је аутобус у Италији пао са надвожњака.[142]
- 4. октобар:
  - Српски покрет Двери, Српска странка Заветници и група српских интелектуалаца су формирали „Српски државотворни блок”.[143]
- 5. октобар:
  - Најмање 70 особа је убијено, а више од 200 рањено у нападу дроновима на свечаност поводом завршетка школовања нове генерације сиријских официра у Хомсу.[144]
  - Амерички борбени авион Ф-16 оборио турски ударни дрон изнад северне Сирије, а инцидент је званично потврдио Пентагон.[145]
  - Премијер Јерменије Никол Пашињан је на састанку са лидерима ЕУ, Немачке и Француске потписао декларацију у којој признаје Азербејџану право на 86,6 хиљада квадратних км, који обухвата Нагорно-Карабах и део јерменске територије.[146]
- 6. октобар:
  - Најмање 40 особа је погинуло у поплавама изазваних изливањем глечерског језера на Хималајима у Индији.[147]
- 7. октобар:
  - Словачка обуставила војну помоћ Украјини.[148]
  - Отпочео је Израелско-палестински сукоб, са неколико стотина мртвих и неколико хиљада повређених људи.[149]
  - Израелска војска саопштила да почиње са блокадом и гађањем циљева у Појасу Газе након ракетних напада на израелску територију са тог подручја у ком је погинуло шесторо, а рањено 300 људи.[149]
  - Израелска војска прогласила почетак „антитерористичке операције Гвоздени мачеви” у Појасу Газе.[150]
  - Хамас је објавио почетак војне операције „Ал-Акса поплава” у Израелу.[151]
  - Најмање 2.000 људи погинуло је у неколико земљотреса који су погодили Авганистан од којих је најјачи био од 6,2 степена по Рихтеровој скали.[152]
- 8. октобар:
  - Келвин Киптум је оборио свјетски рекорд у маратону за мушкарце.[153]
- 9. октобар:
  - Израел је после 900 погинулих људи за три дана рата увео тоталну блокаду појаса Газе.[154]
  - Роберт Кенеди Млађи саопштио је напустио Демократску странку да ће се на америчким председничким изборима кандидовати као независан кандидат.[155]
  - Словачку је погодио земљотрес јачине пет степени по Рихтеровој скали.[156]
- 11. октобар:
  - Још један снажан земљотрес јачине 6,3 степена по Рихтеру потресао је поново провинцију Херат на западу Авганистана.[157]
  - Израелски премијер Бењамин Нетањаху и вођа опозиције Бени Ганц договорили формирање концентрационе владе.[158]
- 12. октобар:
  - Израелски Кнесет изгласао је ратну владу националног јединства чије су формирање договорили премијер Бењамин Нетањаху и лидер опозиционог Националног јединства Бени Ганц.[159]
- 13. октобар:
  - Израелски тенкови ушли на територију Појаса Газе.[160]
- 14. октобар:
  - Кримски мост у потпуности обновљен.[161]
  - Отворен је ауто-пут Рума—Шабац укупне дужине 24,6 km.[162]
- 16. октобар:
  - У пуцњави у центру Брисела, убијене две особе припадници Фудбалске репрезентације Шведске.[163]
- 17. октобар:
  - Руска Дума повукла ратификацију споразума о нуклеарном тестирању.[164]
  - САД извеле нуклеарно тестирање на дан кад је Русија суспендовала „споразум о забрани нуклеарних проба”.[165]
  - У гранатирању болнице у Гази од стране израелске војске, у којој је, према првим информацијама, страдало више од 500 људи.[166]
  - Демонстранти у Аману упали у зграду израелске амбасаде у Јордану.[167]
- 18. октобар:
  - Око 500 америчких Јевреја, укључујући двадесетак рабина, ухапшено је после упада у зграду америчког Конгреса током протеста против рата Израела и Палестинаца.[168]
- 19. октобар:
  - Бригаде ирачког Хезболаха званично су објавиле своје учешће у операцији „Поплава Ал-Акса”.[169]
  - У ракетном нападу израелског ратног ваздухопловства погинуло 18 људи, а уништена је грчка црква Светог Порфирија у Гази.[170]
  - Украјинска православна црква Московске патријаршије званично забрањена у Украјини.[171]
  - ЕП изгласао Резолуцију — мере против Србије ако се утврди да је умешана у догађаје у Бањској.[172]
- 20. октобар:
  - 13 људи, укључујући петоро деце, убијено је у сукобима израелских снага и Палестинаца у избегличком кампу Нур Шамс на Западној обали.[173]
- 23. октобар:
  - Председник Турске Реџеп Тајип Ердоган предложио турском парламенту да ратификује протокол о уласку Шведске у НАТО.[174]
- 24. октобар:
  - Најмање седам људи је изгубило живот, а на десетине је повређено након што се густа мешавина магле и дима, названа „супермагла”, спустила на делове Луизијане и изазвала ланчани судар стотине возила у Њу Орлеансу.[175]
  - Кинески министар одбране Ли Шангфу смењен је са функције.[176]
  - Најмање 50 људи је погинуло, а више од 60 је повређено током напада израелских ваздухопловних снага на град Кан Јунис на југу појаса Газе.[177]
  - Више од 2.300 деце погинуло је у Појасу Газе од почетка ескалације сукоба, више од 5.300 је повређено, саопштава УНИЦЕФ.[178]
- 25. октобар:
  - Систем за хитно обавештавање јавности у случају нестанка деце почео са радом у Србији.[179]
  - Роберт Фицо је званично постао председник словачке владе.[180]
  - Мађарски парламент одбацио је предлог да се одржи гласање о кандидатури Шведске за улазак у НАТО.[181]
  - Нападач наоружан аутоматском пушком убио је 22 особе и ранио између 50 и 60 у Луистону, у америчкој држави Мејн.[182]
- 26. октобар:
  - Протести и оружани сукоби захватили су Панаму, након што је у парламенту потврђена продаја рудника бакра канадској рударској корпорацији.[183]
- 27. октобар:
  - Израелски тенкови поново су ушли на територију Појаса Газе.[184]
- 28. октобар:
  - Најмање 32 особе је погинуло, а 63 је повређено у судару више возила у Египту.[185]
  - Најмање 25 рудара је погинуло у пожару који се догодио у једном руднику у Казахстану.[186]
- 29. октобар:
  - У Турској се низом манифестација обележава Дан Републике и 100 година од успостављања модерне секуларне државе где је у Истанбулу приређена војна парада, и код маузолеја оснивача државе Мустафе Kемала Ататурка.[187]
- 30. октобар:
  - Председница Европске комисије Урзула фон дер Лајен поручила је Београду из Приштине да мора да прихвати де факто признање Косова.[188]
  - Чланови Владе донели су на седници и одлуке о распуштању Скупштине Града Београда и образовању Привременог органа Града Београда, а исте одлуке донете су за још 64 града и локалних самоуправа у Србији што је створило предуслове за расписивање ванредних избора.[189]
  - Лидер Нове српске демократије Андрија Мандић изабран је за председника Скупштине Црне Горе.[190]
- 31. октобар:
  - Скупштина Црне Горе изабрала је 44. Владу премијера Милојка Спајића.[191]
  - Влада Боливије прекида дипломатске односе са Израелом због догађаја у Појасу Газе.[192]
  - Више од 100 људи погинуло је у израелском нападу на избеглички камп Џебалија на северу Појаса Газе.[193]
  - Јемен (Хути које подржава Иран) објавио је рат Израелу.[194]

### Новембар
- 1. новембар:
  - Председник Србије Александар Вучић расписао је ванредне парламентарне изборе за 17. децембар.[195]
  - Јордан је донео одлуку да моментално опозове свог амбасадора у Израелу.[196]
- 2. новембар:
  - Председник Русије Владимир Путин потписао указ којим се Русија повлачи из Споразума о свеобухватној забрани нуклеарних тестирања.[197]
  - Бахреин је повукао свог амбасадора из Израела и прекинуо економске везе са том државом.[198]
  - Трећи дан заредом бомбардован избеглички камп Џебалија, погинуло 29 људи.[199]
  - СБ УН продужио мандат ЕУФОР-а у БиХ.[200]
  - Израелске снаге окружиле су у потпуности град Газу.[201]
- 3. новембар:
  - Две особе су погинуле, једна повређена када је пукла брана на сепарацији рудника угља Лубница у селу Грљан код Зајечара.[202]
  - Александар Вулин поднео оставку на место директора БИА.[203]
- 4. новембар:
  - 128 људи погинуло је у земљотресу који је током ноћи погодио Непал.[204]
  - Турска прекинула дипломатске односе са Израелом.[205]
- 6. новембар:
  - Више од 10.000 људи је погинуло у Појасу Газе од почетка сукоба, саопштило је палестинско министарство здравља.[206]
  - У нападу сепаратиста у западном Камеруну убијено најмање 20 људи.[207]
  - Јужноафричка Република прекинула дипломатске односе са Израелом.[208]
- 7. новембар:
  - Уједињено Краљевство је обуставило учешће у „Споразуму о конвенционалним оружаним снагама” у Европи.[209]
  - Влада у Португалији пала због коруптивних афера у вези експлоатације литијума, премијер поднео оставку.[210]
  - У ракетним нападима украјинских снага на Доњецк системима ХИМАРС погинуло је 20 људи, а 11 је рањено.[211]
  - Првих пет авиона Ф-16 пребачени из Холандије у Украјину стигли су у центар за обуку у Румунији.[212]
- 8. новембар:
  - Словачка званично блокирала доставу оружја Украјини.[213]
  - Председник Русије Владимир Путин је потписао указ према којем се део блокиране стране имовине у Руској Федерацији може заменити за имовину Руса замрзнуту на Западу.[214]
- 10. новембар:
  - Исландске власти су позвале становнике да се мирно евакуишу и нагласиле да нема непосредне опасности, након што је у петак забележено готово 800 земљотреса на том острву.[215]
- 11. новембар:
  - Исланд је прогласио ванредну ситуацију због могуће ерупције вулкана Фаградалсфјал у близини града Гриндавика, а полиција је позвала становнике града да се евакуишу након серије земљотреса на југозападу земље која је повезана са могућом ерупцијом вулкана.[215]
- 12. новембар:
  - Стручњаци су изразили бојазан да би вулканска ерупција, која се ускоро очекује, могла да уништи град Гриндавик у близини Рејкјавика.[216]
- 13. новембар:
  - Прорадио вулкан Етна у свом југоисточном кратеру.[217]
  - На Исланду регистровано је око 900 земљотреса, због чега је скоро 4.000 особа евакуисано током претходне седмице.[218]
- 14. новембар:
  - Белизе прекинуо дипломатске односе са Израелом.[219]
  - Израелска војска заузела главно упориште Хамаса.[220]
  - Најмање 12 Палестинаца погинуло у Кан Јунису, а десетине су повређене, када су израелске снаге погодиле две стамбене зграде у том граду.[221]
- 17. новембар:
  - Председник САД Џозеф Бајден потписао је нацрт закона о финансирању рада федералне Владе, план не укључује додатну помоћ за Израел и Украјину.[222]
  - Број убијених Палестинаца у Гази достигао 12.000.[223]
  - Кинески Јуан је престигао евро по први пут и постао друга највећа светска валута за трговање.[224]
- 18. новембар:
  - Најмање 50 људи погинуло у израелском нападу на школу Ал-Факура.[225]
- 19. новембар:
  - Затворен једини гранични прелаз између Русије и Финске.[226]
  - Новак Ђоковић освојио је седми трофеј на Завршном турниру у Торину победом над Италијаном Јаником Синером у два сета, 6:3, 6:3.[227]
  - Политичар крајње деснице Хавијер Милеј изабран је за председника Аргентине.[228]
- 21. новембар:
  - Пакистан поднео захтев за придруживање БРИКС-у.[229]
  - Договорена четвородневна хуманитарна пауза у Појасу Газе.[230]
- 22. новембар:
  - На ванредним парламентарним изборима у Холандији највише гласова освојила десничарска Партија слободе.[231]
- 23. новембар:
  - У нападу израелске војске убијено 30 људи током бомбардовања школе у кампу Џабалија.[232]
  - У центру главног града Ирске Даблина дошло је до жестоких нереда и сукоба са полицијом након што је троје деце повређено у нападу ножем од стране алжирског мигранта.[233]
- 26. новембар:
  - У невремену које је захватило Крим једна особа је нестала, а четири су повређене, а око 500.000 становника остало је без струје због јаке олује.[234]
- 29. новембар:
  - УН усвојиле резолуцију којом позивају Израел да се врати на границе из 1967. године.[235]
- 30. новембар:
  - ЛГБТ покрет проглашен екстремистичком организацијом у Русији.[236]

### Децембар
- 1. децембар:
  - Израел и Хамас прекинули примирје у Гази после седам дана без тешких борби након чега су размењени таоци, заробљеници и затвореници.[237]
- 3. децембар:
  - Најмање 13 цивила, укључујући децу и жене, погинуло је, а већи број људи је повређен у низу израелских ваздушних удара на више стамбених објеката у избегличком кампу Нусеират.[238]
  - Израел започео копнену операцију на југу Газе.[238]
  - Вулкан Мерапи на индонежанском острву Јава избацио је стуб пепела висок 3.000 метара.[239]
  - Грађани Венецуеле гласали за припајање спорне области Гвајана Есекиба.[240]
- 4. децембар:
  - У израелском нападу на школу Салах ал-Дин у Гази убијене 52 особе.[241]
  - Владајућа хунта у Нигеру опозвала је војно партнерство те земље са Европском унијом.[242]
- 6. децембар:
  - Председник Венецуеле прогласио је део суседне Гвајане 24. државом у земљи.[243]
- 7. децембар:
  - Савет Руске Федерације је саопштио ће председнички избори у Русији бити одржани 17. марта 2024. године.[244]
  - Специјални представник Европске уније за дијалог Београда и Приштине Мирослав Лајчак поручио је да је први пут после дужег времена ЕУ спремна за проширење.[245]
- 9. децембар:
  - Шест особа је погинуло, а 23 су повређене у торнаду који је погодио америчку савезну државу Тенеси, саопштиле су локалне власти.[246]
- 10. децембар:
  - Председник Србије Александар Вучић, председник Бугарске Румен Радев, председник Азербејџана Илхам Алијев и шеф делегацији ЕУ у Србији Емануел Жиофре пустили су у рад гасну интерконекцију Србија-Бугарска.[247]
  - Хавијер Милеј је ступио на функцију председника Аргентине.[248]
- 11. децембар:
  - Доналд Туск изабран за премијера Пољске.[249]
- 17. децембар:
  - На ванредним парламентарним, локалним, покрајинским и београдским изборима већину гласова освојила је коалиција Србија не сме да стане, а за њом следе Србија против насиља, СПС—ЈС, НАДА и Ми — Глас из народа.[250]
  - Снажна олуја са ветровима до 146 километара на сат погодила је током викенда обалу Аргентине у којој је погинуло најмање 13 људи у граду Баја Бланка.[251]
  - Женска рукометна репрезентација Француске освојила је Светско првенство победивши Норвешку резултатом 31:28.
- 18. децембар:
  - У Београду започела нова серија протеста против изборних резултата на београдским изборима.[252]
  - У израелским нападима на избеглички камп Џабалија у северној Гази убијено је 90 Палестинаца.[253]
  - Посланици Народне скупштине Бугарске су одлучили да укину „казнене акцизе” након што је Мађарска поставила ултиматум Бугарској и запретила да ће ставити вето на приступање Шенгену.[254]
  - Пентагон објавио почетaк мултинационалне операције за заштиту Црвеног мора због напада Хута на комерцијалне бродове.[255]
  - Северна Кореја је успешно тестирала интерконтиненталну балистичку ракету Хвасонг-18.[256]
- 19. децембар:
  - У земљотресу јачине 6,2 степена Рихтерове скале, који је погодио северозападну Кину, погинуло је најмање 118 људи у провинцији Гансу и суседној провинцији Ћингхај.[257]
- 20. децембар:
  - Врховни суд Колорада прогласио је бившег председника Доналда Трампа неподобним за Белу кућу и пресудио да у тој савезној америчкој држави не може да учествује на америчким председничким изборима 2024. године.[258]
  - Папа Фрања је званично одобрио да се свештеницима дозволи да благосиљају истополне парове.[259]
  - Отпочели велики протести против оштре и антисоцијалне економске политике новог аргентинског председника Хавијера Милеја.[260]
- 21. децембар:
  - Најмање 15 особа је убијено, а 24 су рањене у досад најсмртоноснијој масовној пуцњави у историји Чешке када је у поподневним часовима (око 15 часова), нападач наоружан аутоматском пушком, отворио ватру на тргу који носи име по Јану Палаху у Прагу.[261]
  - Најмање 24 особе је погинуло од последица израелског бомбардовања у Рафи у јужном делу Појаса Газе, близу границе са Египтом.[262]
- 22. децембар:
  - Француска војска је повукла своје последње трупе из Нигера, неколико дана пре рока и након деценије операција против наоружаних терористичких група у региону Сахела.[263]
  - Резолуција, коју су саставили Уједињени Арапски Емирати, у СБ УН усвојена са 13 гласова за, као и уз два уздржана. Русија и САД су се уздржале од гласања о резолуцији.[264]
  - Вук Јеремић поднео оставку на место председника Народне странке.[265]
  - Шпанија ставила вето на учешће ЕУ у америчкој специјалној операцији против Хута.[266]
- 23. децембар:
  - Лидер покрета Двери Бошко Обрадовић поднео је данас неопозиву оставку на место председника странке због, како је рекао, изборног неуспеха.[267]
- 24. децембар:
  - Присталице коалиције „Србија против насиља” са неколико стотина грађана и хулигана су покушали да силом заузму скупштину града Београда наневши материјалну штету на прозорима и улазним вратима након чега је дошло до сукоба са полицијом уз употребу сузавца и других метода за разбијање демонстрација, а око 30 полицајаца је повређено.[268]
- 25. децембар:
  - Руска војска је потпуно заузела снажно украјинско утврђење западно од Доњецка место Марјинка после готово две године тешких борби.[269]
- 26. децембар:
  - Председник Белорусије Александар Лукашенко изјавио је да је Русија завршила испоруку тактичког нуклеарног оружја његовој земљи.[270]
  - Турски парламентарни одбор одобрио кандидатуру Шведске за улазак у НАТО.[271]
- 27. децембар:
  - У израелском нападу на болницу Ел Амал у Кан Јунису на југу енклаве убијено најмање 20 Палестинаца.[272]
- 28. децембар:
  - Најмање 40 људи погинуло у експлозији цистерне са горивом у Либерији.[273]
  - Шест Палестинаца убијено у израелској рацији у кампу у граду Тулкарм на Западној Обали.[274]
  - Једанаест људи је погинуло, а више од 50 је повређено у саобраћајној несрећи на северозападу Турске.[275]
  - Председник Венецуеле Николас Мадуро наредио је почетак војних вежби на Атлантском океану као одговор на долазак брода британске морнарице код обале Гвајане.[276]
- 29. децембар:
  - Најмање 35 људи је убијено, а на десетине рањено у нападу израелских снага на избегличке кампове Нусеират и Магази у централном делу Газе.[277]
  - Најмање 41 особа је погинула током најмасовнијег руског ракетног напада широм Украјине.[278]
  - Републичка изборна комисија одбацила је приговор листе „Србија против насиља” за Београд о поништавању избора.[279]
  - Председник Аргентине Хавијер Милеј званично је обавестио чланице БРИКС-а да се његова земља неће придружити том блоку.[280]
  - Државна секретарка државе Мејн Шејна Белоуз уклонила је Доналда Трампа са председничких избора у тој држави према клаузули о побуни у Америчком уставу.[281]
- 30. децембар:
  - У ракетном нападу касетном муницијом од стране украјинских снага на руски град Белгород је погинуло 25 особа, а 111 је рањено међу којима су и троје деца.[282]
  - Земљотрес јачине 5,5 степени у околини Зенице, осетио се и у Србији.[283]
- 31. децембар:
  - Министарство здравља у Гази под управом Хамаса каже да је најмање 21.822 људи убијено у Појасу Газе од 7. октобра.[284]

## Смрти

### Јануар
- 3. јануар — Руслан Хасбулатов, руски економиста и политичар (*1942)
- 4. јануар:
  - Зоран Калезић, српски певач народне музике (*1950)
  - Рози Митермајер, немачка алпска скијашица (*1950)
- 5. јануар — Душан Величковић, српски новинар и писац (*1947)
- 6. јануар — Ђанлука Вијали, италијански фудбалер и фудбалски тренер (*1964)
- 7. јануар:
  - Ивка Дабетић, југословенска и хрватска филмска и позоришна глумица (*1936)
  - Зинаид Мемишевић, југословенски и српски филмски и позоришни глумац (*1950)
- 8. јануар:
  - Роберто Динамите, бразилски фудбалер и политичар (*1954)
  - Борислав Девић, српски атлетичар и маратонац (*1963)
- 9. јануар:
  - Чарлс Симић, српско-амерички песник, есејиста и преводилац (*1938)
  - Карл Александер Милер, швајцарски физичар и нобеловац (*1927)
  - Катерина Крстева, југословенска и македонска филмска и позоришна глумица (*1941)
- 10. јануар:
  - Константин II Грчки, последњи краљ Грчке од 1964. до 1973. године (*1940)
  - Џеф Бек, енглески рок гитариста (*1944)
  - Иринеј, 14. патријарх јерусалимске патријаршије у периоду од 2001—2005 (*1939)
- 11. јануар — Татјана Патиц, немачка манекенка, супермодел и повремена глумица (*1966)
- 12. јануар — Лиса Мари Пресли, америчка певачица и композиторка (*1968)
- 13. јануар — Клас Лестандер, шведски биатлонац (*1931)
- 15. јануар — Гордана Куић, српска књижевница (*1942)
- 16. јануар:
  - Ђина Лолобриђида, италијанска филмска глумица, фотоновинар и скулптор (*1927)
  - Миро Главуртић, југословенски и српски сликар и писац (*1932)
  - Владимир Милосављевић, српски диригент и композитор православне духовне музике (*1951)
- 17. јануар:
  - Рене Гајер, аустралијска певачица џез, соул и ритам и блуз музике (*1953)
  - Лисил Рандон, француска монахиња и суперстогодишњакиња (*1904)
  - Марко Јанковић, српски новинар, радио и телевизијски водитељ, диск-џокеј и политичар (*1947)
- 18. јануар — Денис Монастирски, украјински политичар, правник и министар унутрашњих послова (*1980)
- 19. јануар — Дејвид Крозби, амерички музичар, певач и аутор песама (*1941)
- 21. јануар — Душан Христовић, српски инжењер и научник из области рачунарства и информатике (*1929)
- 23. јануар — Алваро Колом, председник Гватемале од 2008. до 2012. године (*1951)
- 27. јануар — Саша Петровић, српски и босанскохерцеговачки глумац (*1962)
- 30. јануар:
  - Боби Хал, канадски хокејаш на леду (*1939)
  - Борислав Славкић, учесник Народноослободилачке борбе и председник СУБНОР-а месне заједнице Лаћарак (*1926)
- 31. јануар — Марко Вишић, српски класични филолог, филозоф, преводилац и универзитетски професор (*1942)

### Фебруар
- 2. фебруар — Јован Зизјулас, титуларни митрополит пергамски у Цариградској патријаршији (*1931)
- 3. фебруар:
  - Пако Рабан, шпански модни дизајнер (*1934)
  - Стево Докмановић, учесник Народноослободилачке борбе и генерал-мајор Југословенске народне армије (*1925)
- 4. фебруар — Аврам Лемпел, израелски информатичар (*1936)
- 5. фебруар:
  - Первез Мушараф, председник Пакистана, генерал и начелник Генералштаба пакистанске армије (*1943)
  - Драгољуб Крнета, српски универзитетски професор социјалне психологије (*1949)
- 6. фебруар:
  - Валериј Чудинов, руски научник (*1942)
  - Грета Андерсен, данска пливачица (*1927)
- 7. фебруар — Славко Милановић, српски драматург, драмски писац, сценариста, редитељ и критичар (*1951)
- 8. фебруар:
  - Мирослав Блажевић, хрватски фудбалски тренер (*1935)
  - Бранка Веселиновић, српска позоришна, филмска и телевизијска глумица (*1918)
- 10. фебруар:
  - Јасмин Телаловић, хрватски и босанскохерцеговачки глумац (*1977)
  - Карлос Саура, шпански филмски режисер, фотограф и писац (*1932)
- 11. фебруар — Иван Ковач, чехословачки атлетичар (*1948)
- 13. фебруар:
  - Драгољуб Бакић, српски и југословенски архитекта (*1939)
  - Бреда Калеф, југословенска и српска оперска певачица (*1930)
- 14. фебруар — Хрвоје Качић, југословенски и хрватски ватерполиста, политичар, универзитетски професор и адвокат (*1932)
- 15. фебруар:
  - Ракел Велч, америчка глумица и фото-модел (*1940)
  - Жељко Граховац, српски и босанскохерцеговачки књижевник (*1955)
- 18. фебруар — Петар Жеков, бугарски фудбалер (*1944)
- 19. фебруар — Ричард Белзер, амерички филмски и телевизијски глумац (*1944)
- 21. фебруар — Амансио Амаро, шпански фудбалер (*1939)
- 24. фебруар — Јурај Јакубиско, словачки филмски режисер (*1938)
- 28. фебруар — Милан Јелић, српски драмски писац, сценариста, глумац и редитељ (*1944)

### Март
- 1. март — Жист Фонтен, француски фудбалер и фудбалски тренер (*1933)
- 2. март — Вејн Шортер, амерички џез саксофониста и композитор (*1933)
- 3. март:
  - Том Сајзмор, амерички филмски и телевизијски глумац и продуцент (*1961)
  - Стевка Козић Прерадовић, српска пјесникиња (*1945)
  - Кензабуро Ое, јапански књижевник и добитник Нобелове награде за књижевност 1994. године (*1935)
  - Милоје Павловић, пилот и генерал-мајор авијације ВЈ (*1948)
- 5. март — Франсиско Ј. Ајала, шпански биолог и академик (*1934)
- 6. март:
  - Јозеф Војта, чешки фудбалер и чехословачки репрезентативац (*1935)
  - Павел Харин, совјетски кануиста (*1927)
- 8. март — Хајим Топол, израелски глумац (*1935)
- 9. март — Роберт Блејк, амерички позоришни, филмски и ТВ глумац (*1933)
- 10. март:
  - Танасије Узуновић, српски глумац (*1942)
  - Теодора Жарковић, православна монахиња СПЦ и схи-игуманија Манастира Грачанице (*1940)
- 11. март — Бојан M. Ђукић, српски аутор стрипова, аниматор, публициста и педагог (*1956)
- 12. март:
  - Драгослав Михаиловић, српски књижевник и академик (*1930)
  - Дик Фосбери, амерички скакач у вис (*1947)
- 15. март — Мимис Папајоану, грчки фудбалер (*1942)
- 17. март:
  - Дубравка Угрешић, југословенска, хрватска и холандска књижевница (*1949)
  - Драго Личина, потпуковник Војске Републике Српске (*1951)
- 18. март — Радослав Граић, српски пјевач, композитор и музички уредник Телевизије Београд (*1932)
- 19. март — Петар Надовеза, југословенски, хрватски и српски фудбалер и фудбалски тренер (*1942)
- 20. март — Димче Мешковски, југословенски и македонски филмски и позоришни глумац (*1945)
- 21. март — Вилис Рид, амерички кошаркаш и кошаркашки тренер (*1942)
- 23. март:
  - Љиљана Седлар, српска глумица (*1943)
  - Ратко Вулановић, српски вајар (*1941)
- 25. март:
  - Пасквал Мокумби, мозамбички политичар и премијер (1994−2004) (*1941)
  - Јакоб Зив, израелски информатичар (*1931)
- 28. март — Рјучи Сакамото, јапански композитор, музички продуцент, писац, активиста, глумац и играч (*1952)
- 31. март — Смиљка Бенцет, југословенска и хрватска филмска и позоришна глумица (*1934)

### Април
- 1. април — Дарио Кампеото, данско-италијански певач, глумац и забављач (*1939)
- 2. април — Владлен Татарски, руски ратни дописник и извештач (*1982)
- 4. април — Михаило Илић, српски филмски редитељ, монтажер, сценариста, продуцент и теоретичар филма (*1939)
- 5. април — Душко Гојковић, српски џез трубач, композитор и аранжер (*1931)
- 8. април — Мајкл Лернер, амерички позоришни, филмски и ТВ глумац (*1941)
- 10. април — Драго Тршар, словеначки вајар (*1927)
- 13. април — Мери Квант, британска модна дизајнерка и модна икона (*1930)
- 16. април — Слободан Лаловић, српски правник и политичар (*1954)
- 17. април — Јосип Дуванчић, југословенски и хрватски фудбалски тренер (*1935)
- 19. април:
  - Мунбин, јужнокорејски певач, глумац, плесач и манекен (*1998)
  - Сава Пустиња, српски ваздухопловни инжењер и магистар техничких наука, те генерал-пуковник (*1936)
- 20. април — Жозеп Марија Фусте, шпански фудбалер (*1941)
- 22. април — Френк Шу, амерички астрофизичар, астроном и аутор (*1943)
- 23. април:
  - Мирко Шоуц, српски композитор и џез музичар (*1933)
  - Саша Видић, српски модни стилиста, дизајнер и модни критичар (*1971)
- 24. април:
  - Сенахид Халиловић, босанскохерцеговачки лингвиста (*1958)
  - Матјаж Турк, југословенски и словеначки глумац (*1938)
- 25. април — Хари Белафонте, амерички певач, текстописац, глумац и друштвени активиста (*1927)
- 27. април — Џери Спрингер, британско амерички водитељ, новинар, глумац, продуцент, адвокат и политичар (*1944)
- 29. април — Душан М. Берић, српски историчар, универзитетски професор и научни радник (*1948)

### Мај
- 2. мај — Дамир Шолман, југословенски и хрватски кошаркаш (*1948)
- 3. мај:
  - Никица Валентић, хрватски правник, предузетник, политичар и премијер (1993—1995) (*1950)
  - Љиљана Булатовић Медић, српска новинарка, публициста и књижевник (*1940)
- 4. мај:
  - Јасмин Ставрос, хрватски поп певач (*1954)
  - Рифат Растодер, црногорски полтичар и новинар (*1950)
- 6. мај — Гари Прадо, боливијски генерал и амбасадор (*1938)
- 7. мај — Шефкет Арсланагић, босанскохерцеговачки математичар (*1942)
- 8. мај — Рита Ли, бразилска певачица (*1947)
- 9. мај — Милосав Марјановић, српски математичар, универзитетски професор и академик (*1931)
- 13. мај:
  - Лана Токовић, српска музичарка (*1966)
  - Велдон Олсон, амерички хокејаш на леду (*1932)
  - Михал Рамач, српски и русински новинар, преводилац, песник и сценариста (*1951)
- 14. мај — Феран Оливеља, шпански фудбалер (*1936)
- 15. мај:
  - Роберт Лукас, амерички економиста и добитник Нобелове награде за економију 1995. године (*1937)
  - Владан Радовановић, српски вишемедијски уметник (*1932)
- 18. мај:
  - Хелмут Бергер, аустријски глумац (*1944)
  - Џим Браун, амерички глумац и професионални амерички фудбалер (*1936)
- 19. мај — Џевад Карахасан, босанскохерцеговачки књижевник, драматичар, есејиста, романописац (*1953)
- 20. мај — Вено Тауфер, словеначки песник, есејиста, драмски писац и књижевни преводилац (*1933)
- 21. мај:
  - Реј Стивенсон, северноирски позоришни, филмски и телевизијски глумац (*1964)
  - Стево Марковић, потпуковник ЈНА (*1930)
- 22. мај — Рик Хојт, такмичар у Тиму Хојт (*1962)
- 23. мај:
  - Санда Лангерхолц, југословенска и хрватска филмска и глумица (*1932)
  - Новак Килибарда, црногорски политичар и књижевник, историчар књижевности и универзитетски професор (*1934)
- 24. мај — Тина Тарнер, америчка певачица и глумица (*1939)
- 28. мај — Харалд цур Хаузен, немачки лекар, микробиолог и нобеловац (*1936)
- 31. мај — Слободан Панов, српски правник, универзитетски професор и политичар (*1964)

### Јун
- 3. јун:
  - Трајче Ђорђиев, македонски филмски, телевизијски, позоришни и гласовни глумац, редитељ и пантомимичар (*1967)
  - Архимандрит Дионисије, схи-архимандрит СПЦ, игуман Манастира Липовца и духовник (*1932)
- 5. јун:
  - Аштруд Жилберто, бразилска певачица самбе и боса нове (*1940)
  - Драгољуб Николић, српски грађевински инжењер и универзитетски професор (*1930)
  - Влада Канић, српски песник и кантаутор (*1941)
- 8. јун:
  - Пет Робертсон, амерички медијски могул, телеванђелиста, политиколог и баптистички свештеник (*1930)
  - Клаус Бир, источнонемачки атлетичар (*1942)
- 9. јун:
  - Хелмар Милер, западнонемачки атлетичар (*1939)
  - Флојд Мартин, канадски хокејаш на леду (*1929)
- 10. јун — Теодор Качински, амерички терориста, математичар, анархиста, нео-лудист и критичар друштва (*1942)
- 12. јун:
  - Силвио Берлускони, италијански бизнисмен, политичар и премијер (1994—1995; 2001—2006; 2008—2011) (*1936)
  - Крунослав Шарић, хрватско-босанскохерцеговачки филмски, телевизијски и позоришни глумац (*1944)
  - Трит Вилијамс, амерички филмски, телевизијски и позоришни глумац, дечији писац и редитељ (*1951)
- 13. јун — Кормак Макарти, амерички књижевник, драматург и сценариста (*1933)
- 15. јун — Гленда Џексон, британска глумица и политичарка (*1936)
- 16. јун:
  - Ђино Медер, швајцарски бициклиста (*1997)
  - Данијел Елсберг, амерички узбуњивач, политички активиста, економиста и војни аналитичар познат по Пентагонским папирима (*1931)
- 21. јун — Мијо Лончарић, хрватски лингвист, лексикограф и познавалац кајкавског дијалекта (*1941)
- 23. јун — Фредерик Форест, амерички позоришни, филмски и ТВ глумац (*1936)
- 29. јун — Алан Аркин, амерички глумац (*1934)
- 30. јун:
  - Вахидин Мусемић, југословенски и босанскохерцеговачки фудбалер (*1946)
  - Сејо Питић, југословенски и босанскохерцеговачки певач севдалинки (*1946)

### Јул
- 2. јул:
  - Милан Милутиновић, српски политичар, дипломата и председник Србије (1997—2002) (*1942)
  - Ђорђе Михаиловић, чувар српског војничког гробља Зејтинлик у Солуну (*1928)
- 5. јул — Коко Ли, хонгконшка музичарка, глумица, плесачица и певачица (*1975)
- 6. јул — Елвира Воћа, југословенска и хрватска певачица забавне музике (*1942)
- 8. јул — Срђан Кољевић, српски филмски сценариста, редитељ и универзитетски професор (*1966)
- 9. јул — Луис Суарез, шпански фудбалер и фудбалски тренер (*1935)
- 10. јул — Ричард Г. Хованисијан, јерменско-амерички историчар и професор емеритус (*1932)
- 11. јул:
  - Милан Кундера, француски књижевник (*1929)
  - Никола Страјнић, српски универзитетски професор (*1945)
  - Мирсад Тука, босанскохерцеговачки позоришни и филмски глумац (*1965)
- 12. јул — Игуманија Магдалина, монахиња Српске православне цркве и старешина Манастира Фенека (*1937)
- 13. јул — Џозефина Чаплин, америчка позоришна и телевизијска глумица (*1949)
- 14. јул — Предраг Грбић, српски позоришни и телевизијски глумац (*1965)
- 15. јул — Даница Мастиловић, српско-немачка оперска певачица (*1933)
- 16. јул:
  - Џејн Беркин, енглеска глумица, манекенка, певачица и режисерка (*1946)
  - Кевин Митник, амерички хакер и аутор (*1963)
- 20. јул — Мирко Новосел, југословенски и хрватски кошаркаш и тренер (*1938)
- 21. јул — Тони Бенет, амерички певач џез и традиционалне поп музике (*1926)
- 22. јул — Адолф Шерер, чехословачки и немачко-словачки фудбалер (*1938)
- 26. јул — Шинејд О’Конор, ирска певачица (*1966)
- 27. јул — Бернард Крибинс, британски глумац (*1928)
- 28. јул — Мартин Валзер, немачки писац (*1927)
- 29. јул — Даре Валич, југословенски и словеначки филмски и позоришни глумац (*1941)
- 30. јул:
  - Давид Албахари, српски књижевник, преводилац и академик (*1948)
  - Пол Рубенс, амерички филмски и ТВ глумац, комичар, сценариста и редитељ (*1952)
  - Ранко Р. Радовић, српски песник и књижевник (*1952)
- 31. јул — Ангус Клауд, амерички глумац (*1998)

### Август
- 1. август — Спасоје Орашанин, генерал-мајор Војске Републике Српске (*1951)
- 3. август — Марк Марголис, амерички глумац (*1939)
- 7. август — Вилијам Фридкин, амерички филмски режисер, продуцент и сценариста (*1935)
- 8. август:
  - Федерико Бамонтес, шпански бициклиста (*1928)
  - Сиксто Родригез, амерички музичар, певач, текстописац и гитариста (*1942)
  - Ратко Лалић, српски сликар (*1944)
  - Ричард Марфи, амерички морнарички поручник и веслач (*1931)
- 9. август — Александар Матановић, српски шахиста и шаховски велемајстор (*1930)
- 10. август:
  - Катина Иванова, југословенска и македонска филмска и позоришна глумица (*1951)
  - Данил Нуширо, поглавар Јапанске православне цркве (2000—2023) (*1938)
- 13. август — Патрисија Бредин, британска глумица и певачица (*1935)
- 14. август:
  - Раде Малешевић, српски новинар (*1953)
  - Душко Стевановић, српски филмски и позоришни глумац (*1955)
- 16. август
  - Рената Ското, италијански сопран и оперски режисер (*1934)
  - Хауард Бекер, амерички социолог (*1928)
- 17. август — Мирослав Бошковић, југословенски и српски фудбалер (*1947)
- 21. август — Никола Рашуо, пуковник Војске Републике Српске (*1962)
- 22. август — Тото Кутуњо, италијански певач и аутор поп музике (*1943)
- 23. август — Јевгениј Пригожин, руски олигарх и војни командант (*1961)
- 25. август — Мелита Бихали, српска филмска и позоришна глумица (*1935)
- 26. август — Љубиша Игић, српски економиста и друштвено-политички радник (*1941)
- 29. август — Драган Бартула, српски сликар, сценограф и ликовни педагог (*1959)
- 31. август:
  - Јан Јонгблуд, холански фудбалски голман и тренер (*1940)
  - Мухамед ел Фајед, египатски бизнисмен (*1929)

### Септембар
- 1. септембар:
  - Милка Стојановић, српска оперска певачица (*1937)
  - Џими Бафет, амерички кантаутор и предузетник (*1946)
- 2. септембар — Илија Митић, југословенски и српски фудбалер (*1940)
- 4. септембар:
  - Антон Тус, генерал-пуковник авијације-пилот ЈНА и генерал армије ХВ (*1931)
  - Теоктиста Кастратовић, православна монахиња и старешина Манастира Успења Пресвете Богородице Ђаковица (*1936)
  - Ферид Мурад, амерички лекар, фармаколог и нобеловац (*1936)
  - Стив Харвел, амерички музичар и певач (*1967)
- 8. септембар — Миодраг Новаковић, српски и југословенски редитељ и сценариста, критичар, теоретичар, књижевник и филмски педагог (*1940)
- 14. септембар — Лука Ђустолизи, италијански ватерполиста (*1970)
- 16. септембар — Мило Хрнић, југословенски и хрватски певач поп музике (*1950)
- 19. септембар:
  - Андреј Пандуровић, архимандрит Српске православне цркве и игуман Манастира Српски Ковин (*1939)
  - Ђантерезио Ватимо, италијански филозоф и политичар (*1936)
- 20. септембар:
  - Рут Фукс, источнонемачка политичарка и атлетичарка (*1946)
  - Никола Мирков, српски новинар, уредник и директор РТС-а (*1947)
- 22. септембар:
  - Јагош Марковић, српски позоришни редитељ (*1966)
  - Ђорђо Наполитано, италијански политичар и председник Италије (2006—2015) (*1925)
- 25. септембар:
  - Матео Месина Денаро, шеф Сицилијанске мафије — Коза ностре (*1962)
  - Дејвид Макалум, британски филмски, позоришни и телевизијски глумац (*1933)
  - Федор Хербут, српско-русински теоријски физичар и академик САНУ (*1932)
  - Невенка Тадић, српска неуропсихијатрица, дечија психијатарка и психотерапеуткиња (*1926)
- 27. септембар — Мајкл Гамбон, ирски позоришни, телевизијски и филмски глумац (*1940)
- 29. септембар — Радосав Јанићијевић, српски књижевник и новинар (*1954)

### Октобар
- 3. октобар:
  - Петар Сарић, српски песник, приповедач и романсијер (*1937)
  - Димитар Илијев, српски сликар и вајар (*1950)
- 5. октобар — Зорица Јевремовић, српска и југословенска позоришна редитељка, драмска списатељица, историчарка културе и феминисткиња (*1948)
- 6. октобар — Милица Марковић, српска политичарка (*1967)
- 7. октобар — Маруф ел Бахит, јордански политичар и премијер Јордана (2005—2007, 2011) (*1947)
- 8. октобар:
  - Ласло Шојом, мађарски политичар и предсједник Мађарске (2005—2010) (*1942)
  - Берт Јанг, амерички глумац, аутор, сценариста и сликар (*1940)
- 9. октобар — Петар Поробић, црногорски ватерполо тренер (*1957)
- 12. октобар:
  - Луис Гаравито, серијски убица из Колумбије (*1957)
  - Наташа Чалуковић, српска дипломирана физичарка и професорка (*1955)
- 13. октобар — Луиз Глик, америчка песникиња и нобеловка (*1943)
- 14. октобар:
  - Пајпер Лори, америчка глумица (*1932)
  - Даријуш Мехрџуји, ирански режисер, продуцент, сценариста, монтажер, уметник и академик (*1939)
  - Веселин Стијовић, југословенски и српски глумац (*1948)
- 16. октобар — Марти Ахтисари, фински политичар, дипломата, нобеловац и предсједник Финске (1994—2000) (*1937)
- 17. октобар — Веселин Стијовић, српски глумац (*1948)
- 18. октобар — Александар Бузгалин, руски марксистички економиста (*1954)
- 20. октобар — Хиба Абу Нада, палестински песник, романописац, нутрициониста и Викимедијанац (*1991)
- 21. октобар — Боби Чарлтон, енглески фудбалер (*1937)
- 23. октобар — Босиљка Пушић, српска и црногорска књижевница (*1936)
- 24. октобар — Ричард Раундтри, амерички глумац (*1942)
- 25. октобар — Нада Кнежевић, српска певачица џеза и забавне музике (*1940)
- 27. октобар — Ли Кећанг, кинески политичар и премијер НР Кине (2013—2023) (*1955)
- 28. октобар — Метју Пери, амерички глумац (*1969)
- 30. октобар — Иштван Пастор, српско-мађарски политичар (*1956)
- 31. октобар:
  - Хосе Луис Долхета, венецуелански фудбалер (*1970)
  - Кен Матингли, амерички пилот и астронаут (*1936)

### Новембар
- 4. новембар — Миодраг Сувајац, пуковник Војске Републике Српске (*1954)
- 6. новембар:
  - Јанко Луковски, македонски и српски кошаркаш и кошаркашки тренер (*1946)
  - Антони Марти, андорски политичар и премијер Андоре (2011—2015; 2015—2019) (*1963)
- 7. новембар — Френк Борман, амерички пилот, ваздухопловни инжењер и астронаут (*1928)
- 11. новембар:
  - Карел Шварценберг, чешки политичар и племић (*1937)
  - Јован Марић, српски психијатар, писац, универзитетски професор и дипломата (*1941)
  - Вајат Андерсон, амерички генетичар, академик и инострани члан Српске академије науке и уметности (*1939)
- 12. новембар — Мустафа Хасанагић, југословенски и српски фудбалер (*1941)
- 13. новембар — Душко Ољача, српски радиотелевизијски спикер, новинар и уредник (*1946)
- 15. новембар — Жарко Лаушевић, српски глумац и писац (*1960)
- 16. новембар:
  - Мето Јовановски, југословенски и македонски позоришни, телевизијски и филмски глумац (*1946)
  - Антонија Сузан Бајат, енглески критичар, романописац, песник и писац (*1936)
- 17. новембар — Антон Петје, југословенски и словеначки глумац (*1932)
- 18. новембар:
  - Руд Гелс, холандски фудбалер (*1948)
  - Фредрик Олсон, шведски глумац (*1931)
  - Горан Булајић, редитељ и драматург (*1957)
- 19. новембар:
  - Розалин Картер, прва даме САД од 20. јануара 1977. до 20. јануара 1981 (*1927)
  - Џос Екланд, енглески глумац (*1928)
- 22. новембар — Емануел Ле Роа Ладири, француски историчар (*1929)
- 23. новембар — Ратко Божовић, српски универзитетски професор и књижевник (*1934)
- 24. новембар — Томас Флајнер, швајцарски правник и инострани академик САНУ (*1938)
- 27. новембар — Франсес Стернхејген, америчка позоришна, филмска и ТВ глумица (*1930)
- 28. новембар — Јосип Чорак, југословенски и хрватски рвачки репрезентативац (*1943)
- 29. новембар — Хенри Кисинџер, амерички политичар и дипломата (*1923)
- 30. новембар — Шејн Макгауан, енглеско-ирски музичар и текстописац (*1957)

### Децембар
- 1. децембар — Сандра Деј О’Конор, америчка правница, политичарка и судија (*1930)
- 4. децембар:
  - Хаџем Хајдаревић, босанскохерцеговачки песник, прозни писац, есејист, публицист, уредник и приређивач (*1956)
  - Владо Правдић, југословенски и српски музичар (*1949)
  - Јозеф Ваценовски, чешки фудбалер и репрезентативац Чехословачке (*1937)
- 5. децембар — Војислав Говедарица, српско-амерички глумац и телохранитељ (*1940)
- 6. децембар — Јелена Чворовић, српска позоришна и телевизијска глумица (*1948)
- 8. децембар — Рајан О’Нил, амерички филмски и телевизијски глумац и аматерски боксер (*1941)
- 11. децембар — Андре Брауер, амерички глумац (*1962)
- 13. децембар — Верица Недељковић, српска и југословенска шахисткиња (*1929)
- 14. децембар — Џорџ Макгинис, амерички кошаркаш (*1950)
- 21. децембар — Роберт Солоу, амерички економиста и добитник Нобелове награде за економију (*1924)
- 25. децембар:
  - Ричард Френклин, британски глумац (*1936)
  - Миленко А. Перовић, српски и црногорски доктор филозофије (*1950)
- 27. децембар — Гастон Глок, аустријски инжењер и бизнисмен (*1929)
- 28. децембар — Дик Марти, швајцарски политичар и државни тужилац (*1945)
- 30. децембар:
  - Том Вилкинсон, британски глумац (*1948)
  - Џон Пилџер, аустралијски новинар и продуцент документарних филмова (*1939)
  - Игуманија Марта, српска монахиња и игуманија Манастира Тавне (*1943)

## Нобелове награде
- Физика —
- Хемија —
- Медицина —
- Књижевност —
- Мир —
- Економија —